# 京都站

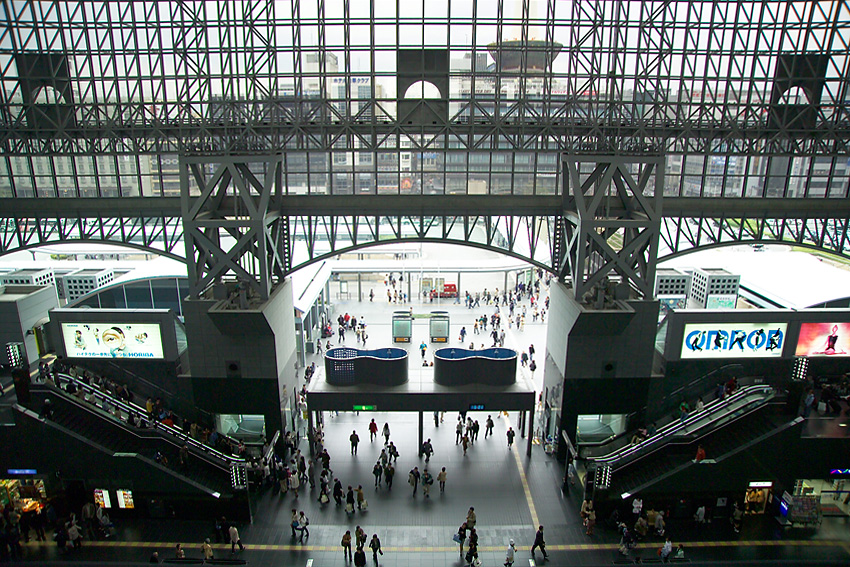
京都站内部

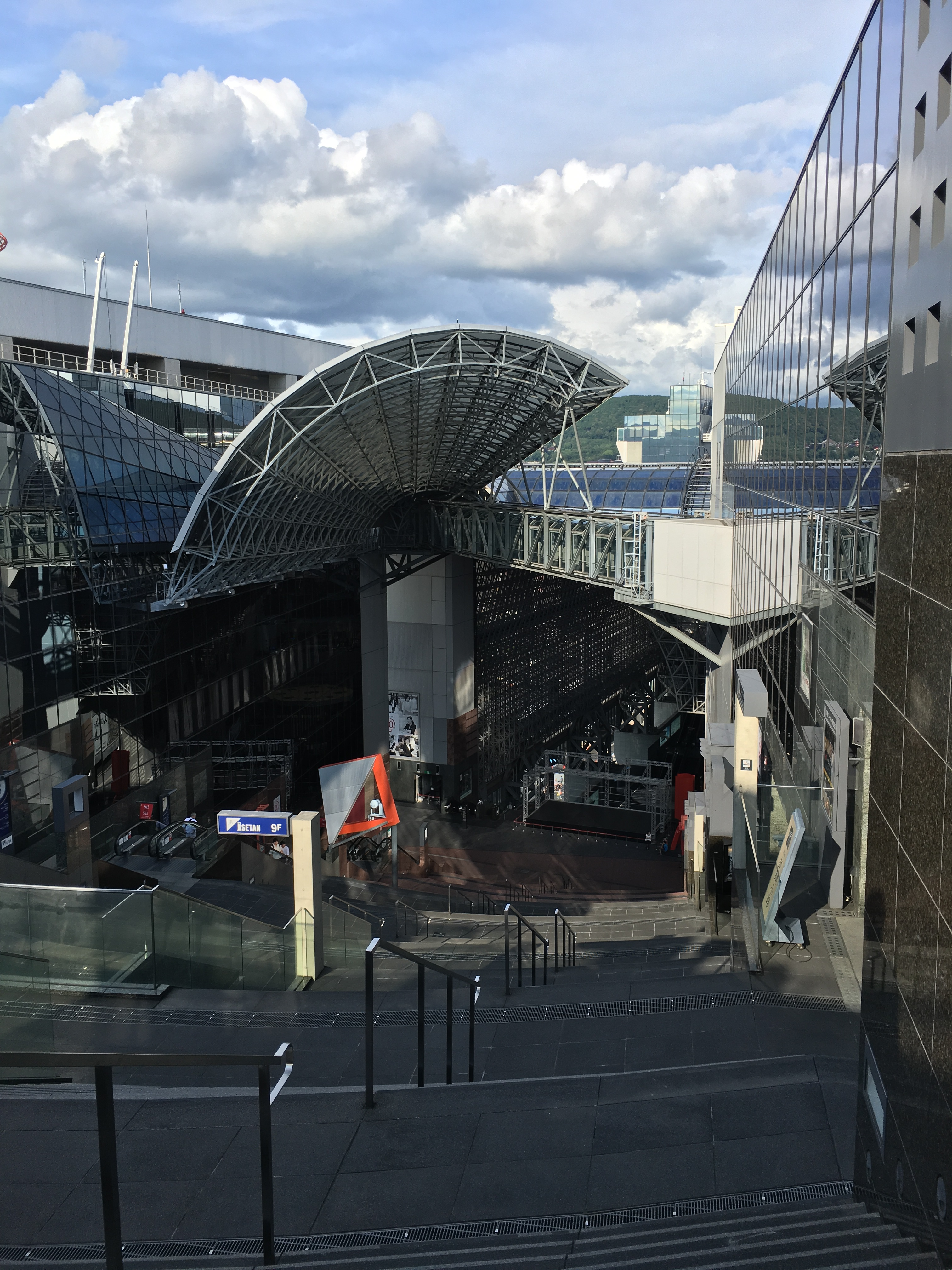
京都站中庭的大階梯

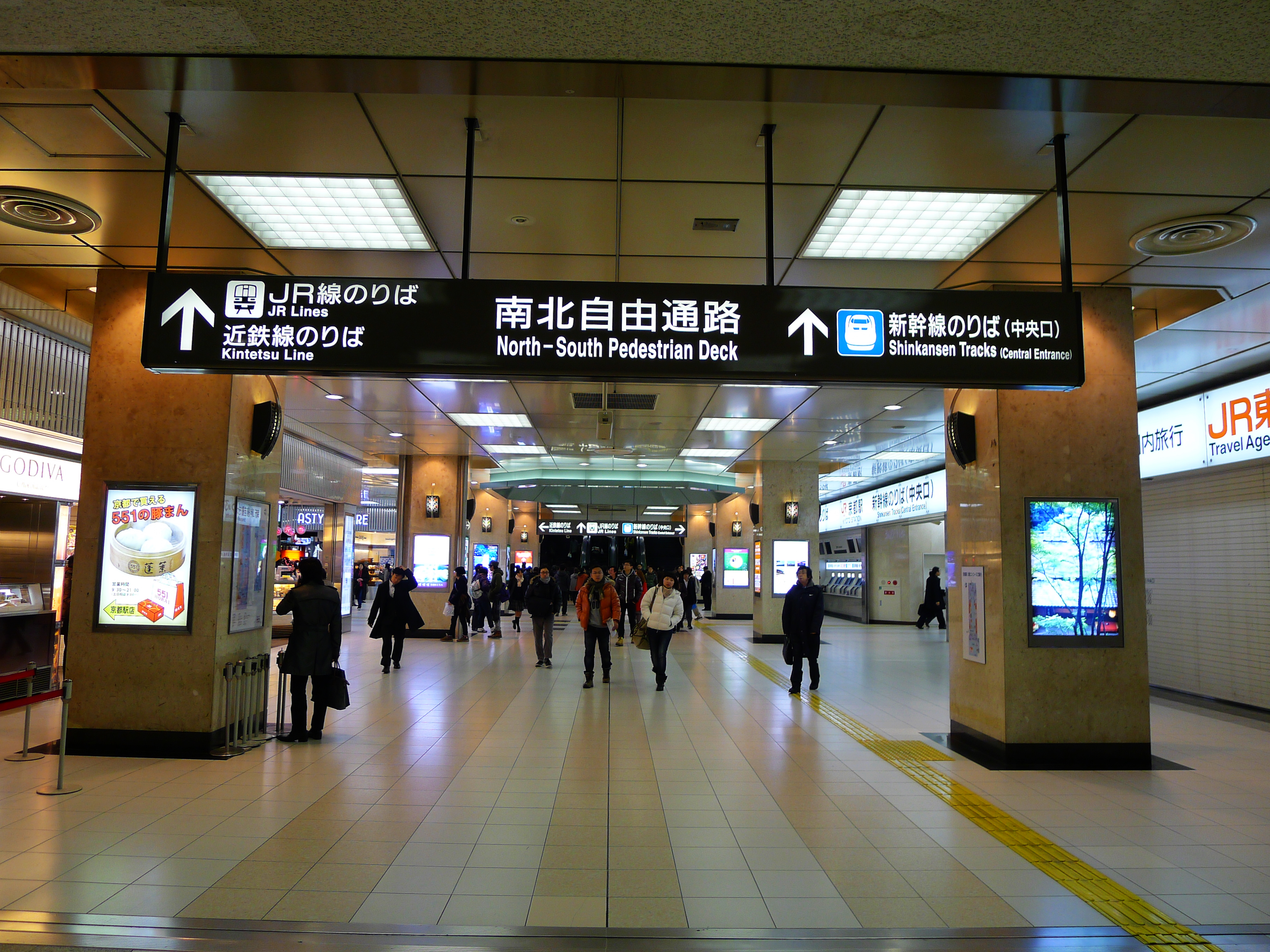
京都站南北自由通路

京都站（日语：〔〕／〔〕 Kyōto eki */?）位於日本京都府京都市下京區，是西日本旅客鐵道（JR西日本）、東海旅客鐵道（JR東海）、近畿日本鐵道（近鐵）和京都市交通局的鐵路車站。京都站為日本最大的觀光都市——京都市的代表車站。
京都站是多條鐵路路線的總站，作為京都觀光名所廣泛範圍的玄關口，車站有多條巴士、地下鐵等公共交通機關提供前往京都市內觀光名勝的交通服務。前往滋賀縣南部與大阪府北攝地區、奈良縣北部地區的乘客亦很多。
京都站是第1回「近畿車站百選」選定車站。

## 概要
為京都市的玄關口，也是京都地區觀光的交通總站。身為京都都市圈的中心車站，站內有大量的轉乘通勤、通學客、1日平均上下車人次達70萬人。除了停靠東海道新幹線全部列車外，JR還開行往返北陸、山陰、關西空港、南紀等方向的特急列車，近鐵則有開行往返奈良、橿原神宮、伊勢志摩方向的特急列車。京都站也是擁有最多JR在來線特急車種的車站。
正面烏丸口的巴士總站下方是市內最早的地下街，並直通市營地下鐵檢票口。車站周邊為辦公商區，並有眾多大型商業設施與觀光飯店。

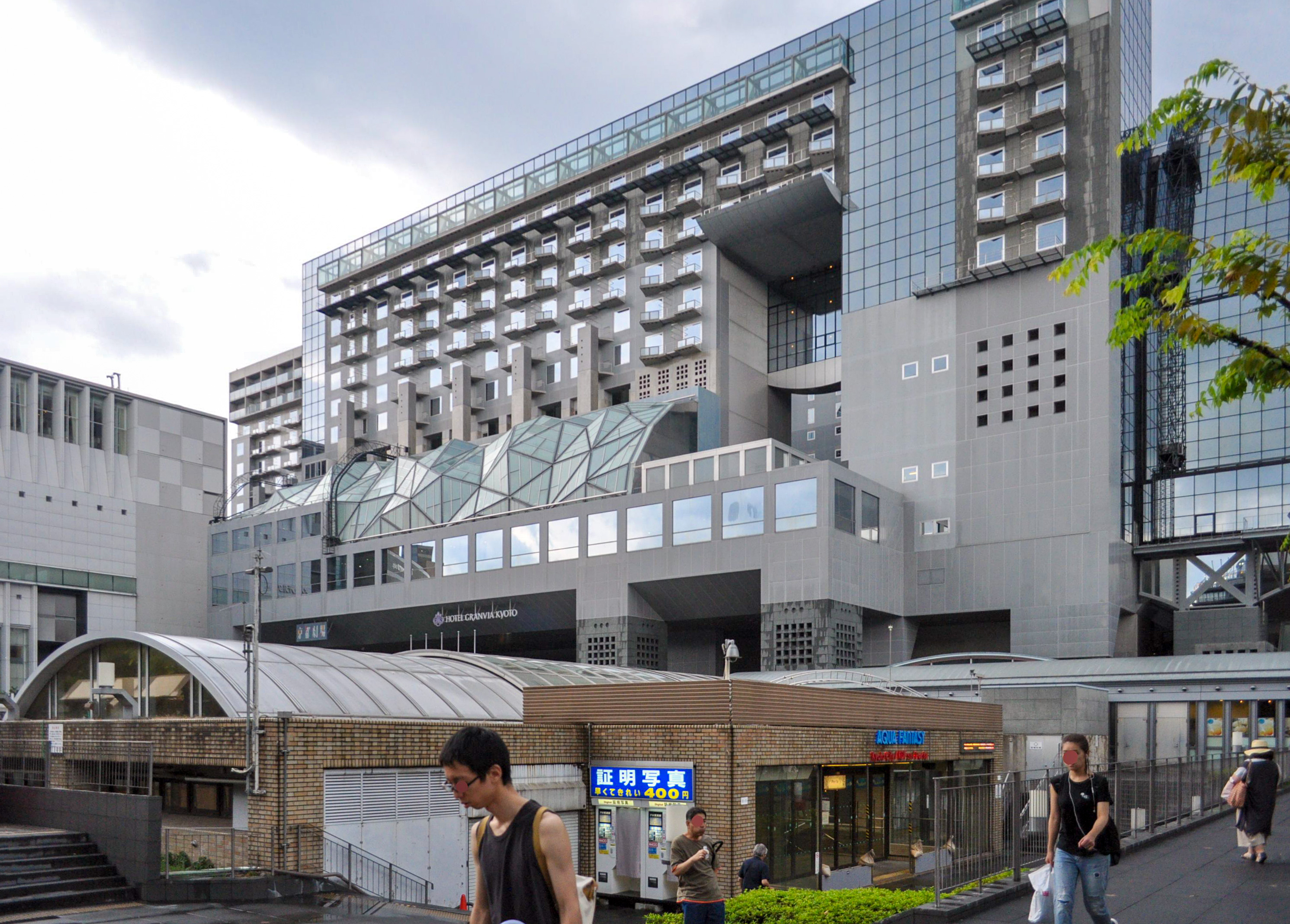
東側的飯店·劇場棟（2017年7月17日）
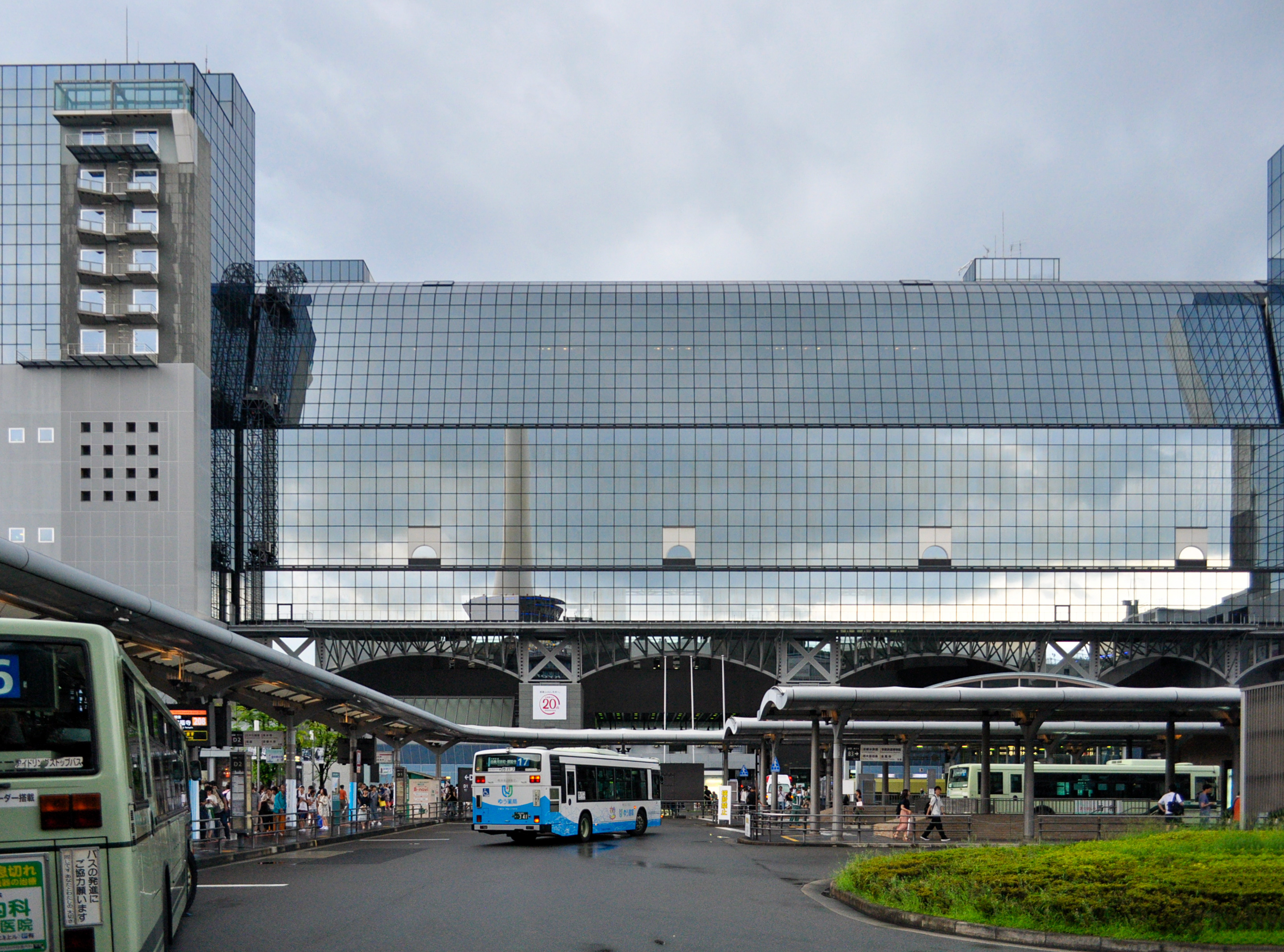
中央的中央大廳棟（2017年7月17日）
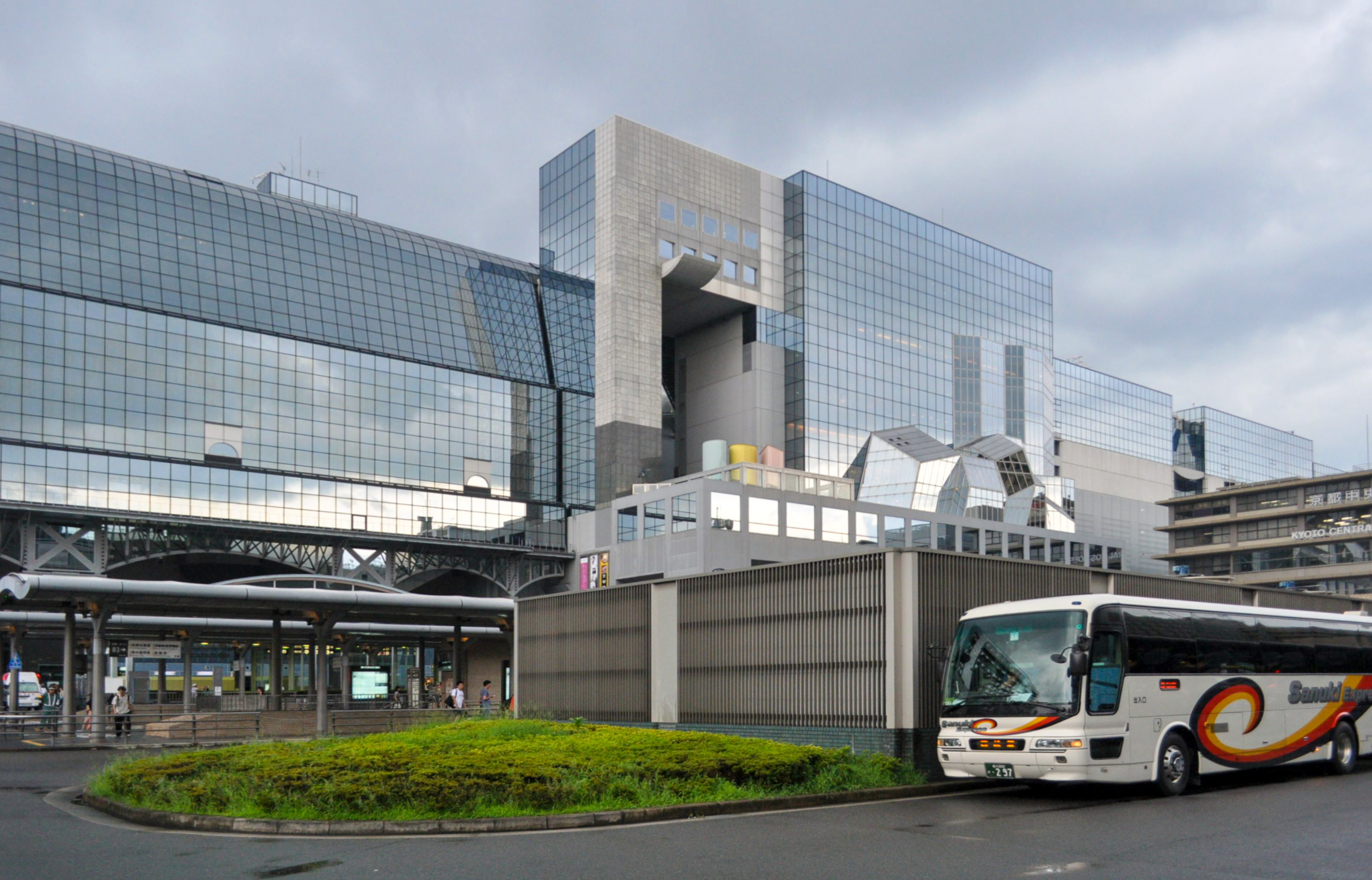
西側的百貨·專門店·美食·停車場棟（2017年7月17日）

### 停站路線
以下合計四間公司路線停靠。
- JR西日本：在來線各線 - 屬於都市網絡地域，擁有合計五方向的列車。東海道本線與山陰本線有獨自的路線愛稱。
  - 東海道本線 - 此站的所屬線[3]。米原方向暱稱「琵琶湖線」、大阪方向暱稱「JR京都線」。車站編號為JR-A31。
    - 鄰站山科站分岔出的湖西線列車全部直通至此站。湖西線的車站編號為JR-B31。

  - 山陰本線 - 以此站為起點。至園部站的暱稱為「嵯峨野線」。車站編號為JR-E01。
  - 奈良線 - 正式的起點為反方向的木津站，但列車運行以此站為起點。車站編號為JR-D01。
- JR東海：東海道新幹線 - 全車種停靠。
- 近畿日本鐵道：京都線 - 以此站為起點。連結此站與奈良的路線，與JR西日本的奈良線是競爭關係。車站編號為B01[4]。
- 京都市交通局：京都市營地下鐵烏丸線 - 車站編號為K11。

根據JR西日本、JR東海的特定都區市內制度，本站是屬於「京都市內」區域的車站，也是此區域的中心車站。
京都市內大手私鐵僅近鐵線直通京都站，其他鐵路公司（阪急電鐵、京阪電氣鐵道）都將總站設於四條河原町（京都河原町站、祇園四條站）。

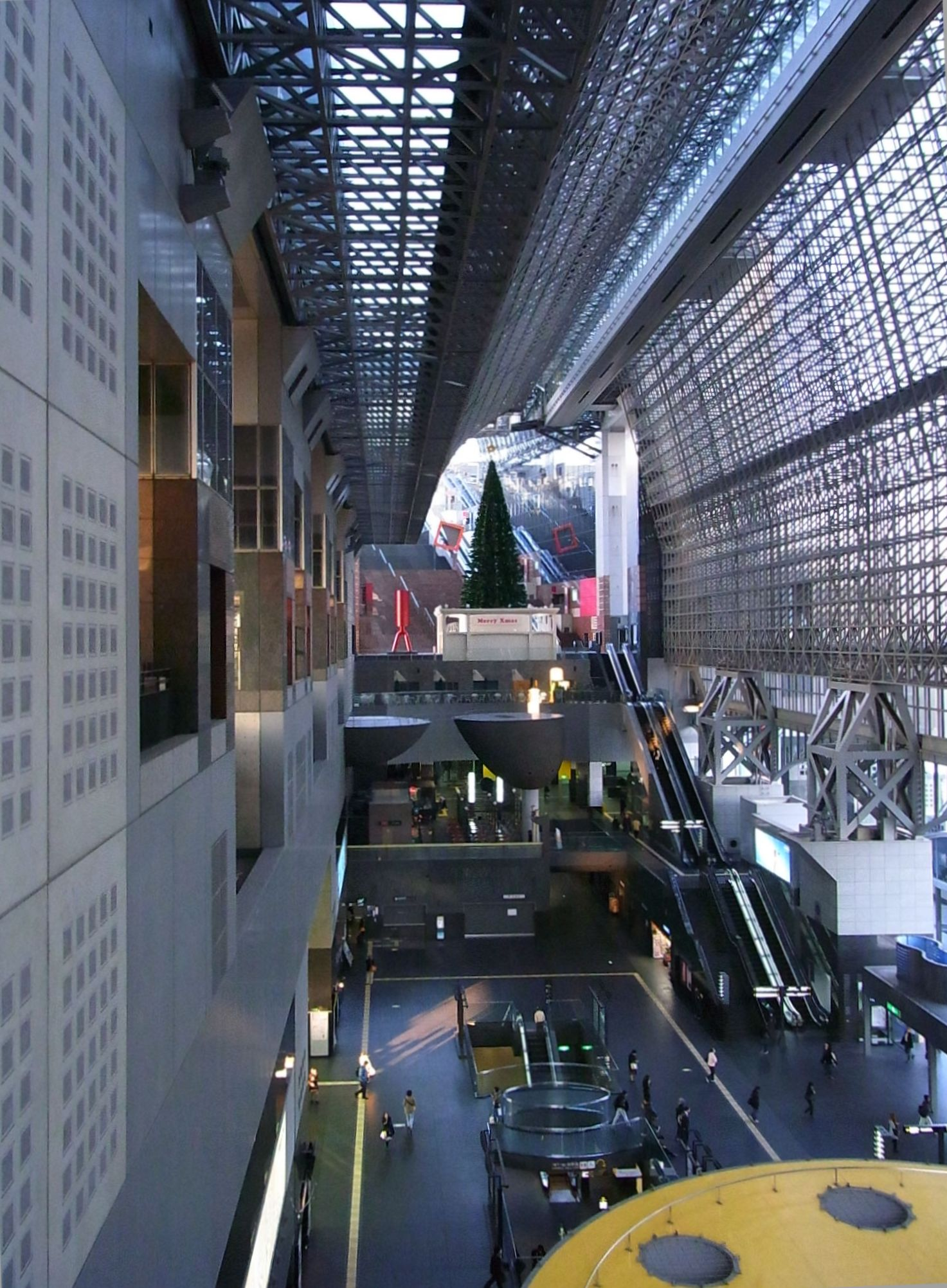
車站大樓内部（2009年11月26日）
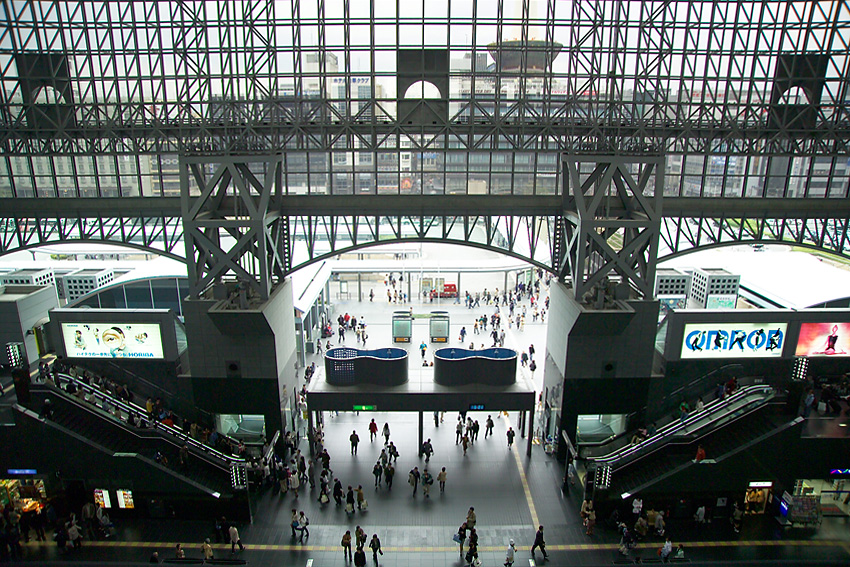
俯瞰（內部）
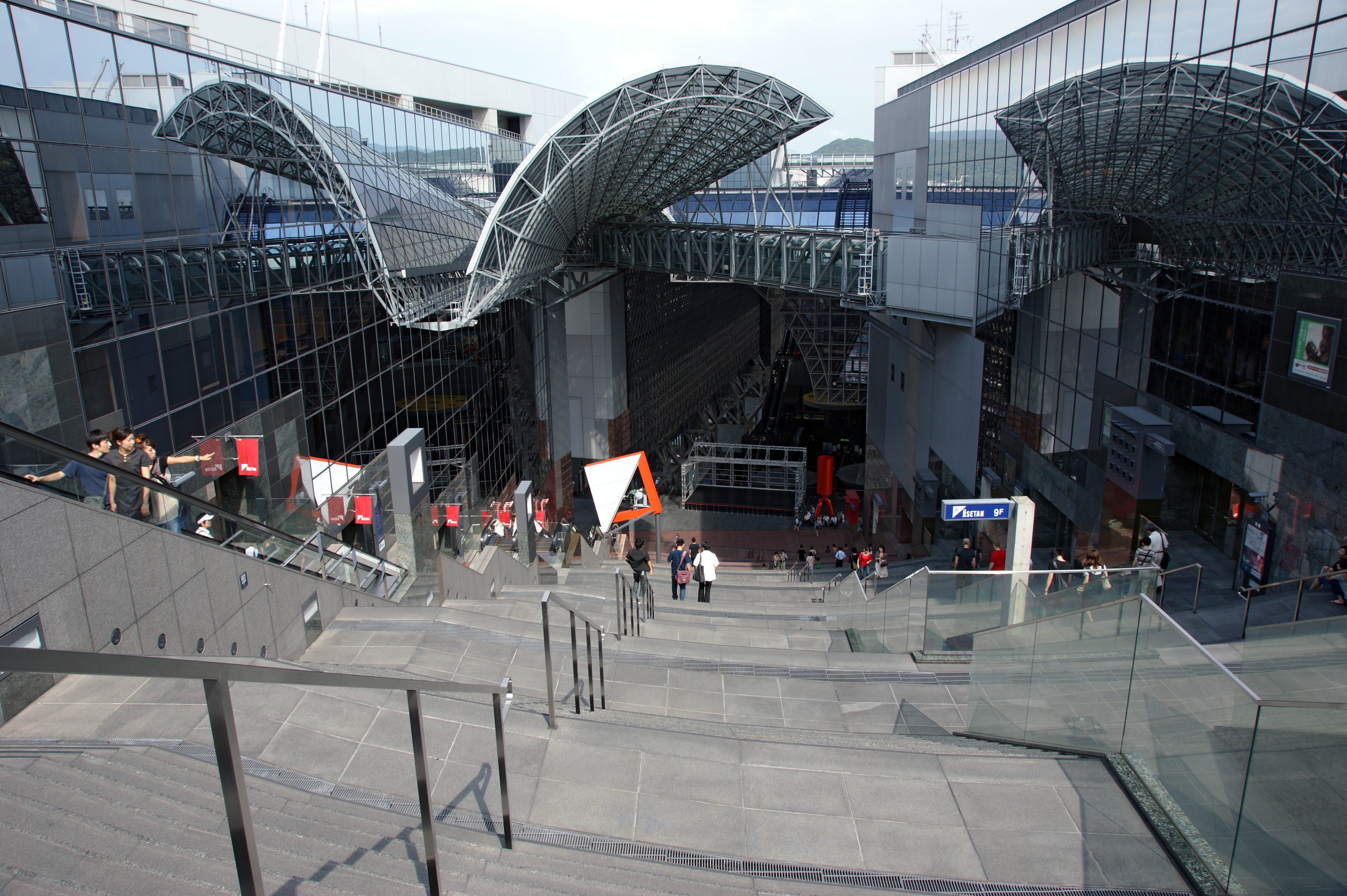
車站大樓大樓梯上方俯瞰（下方後側是室町小路廣場）
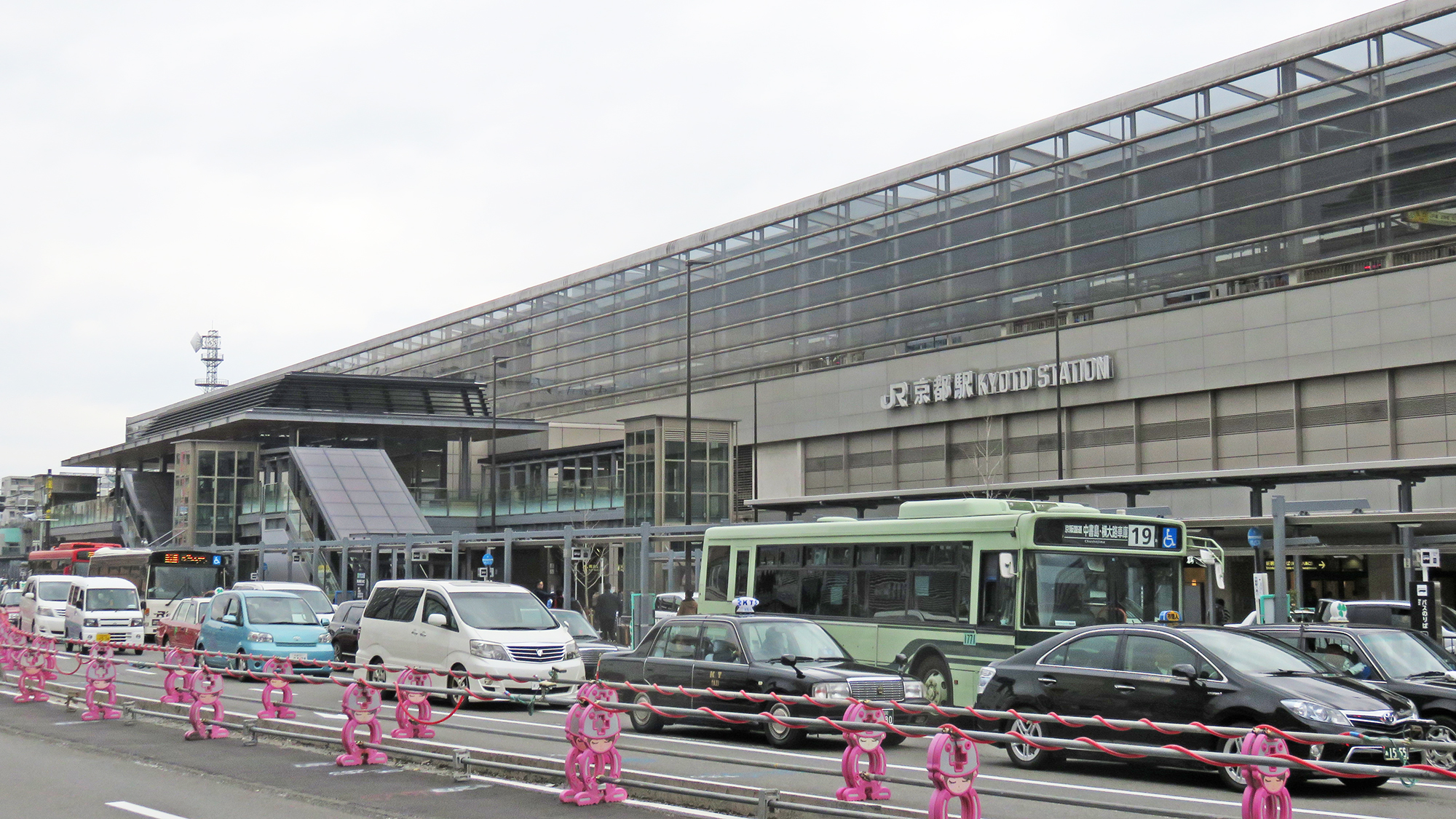
八條口 (2016年4月3日)
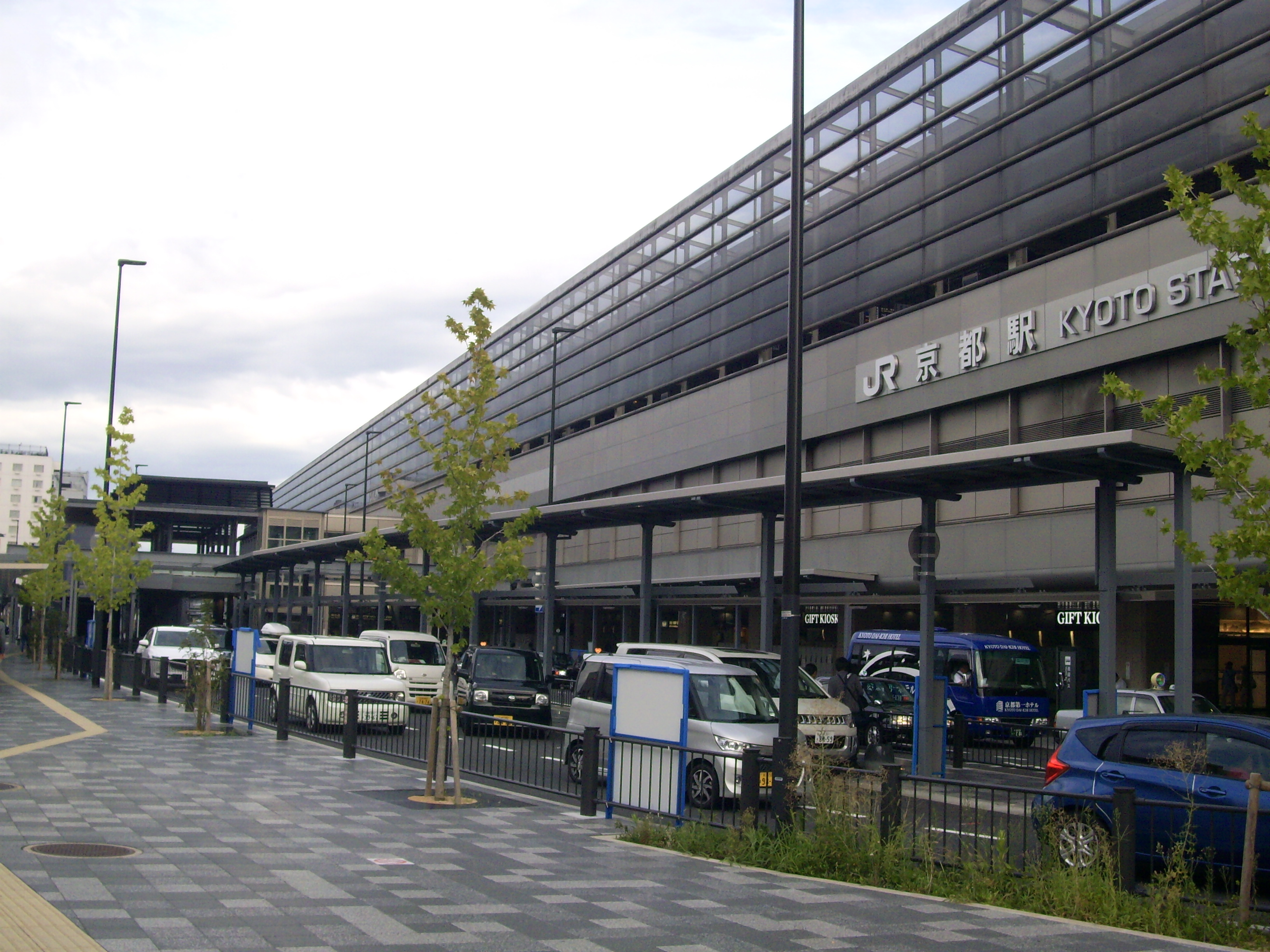
改建後的八條口（2017年8月26日）
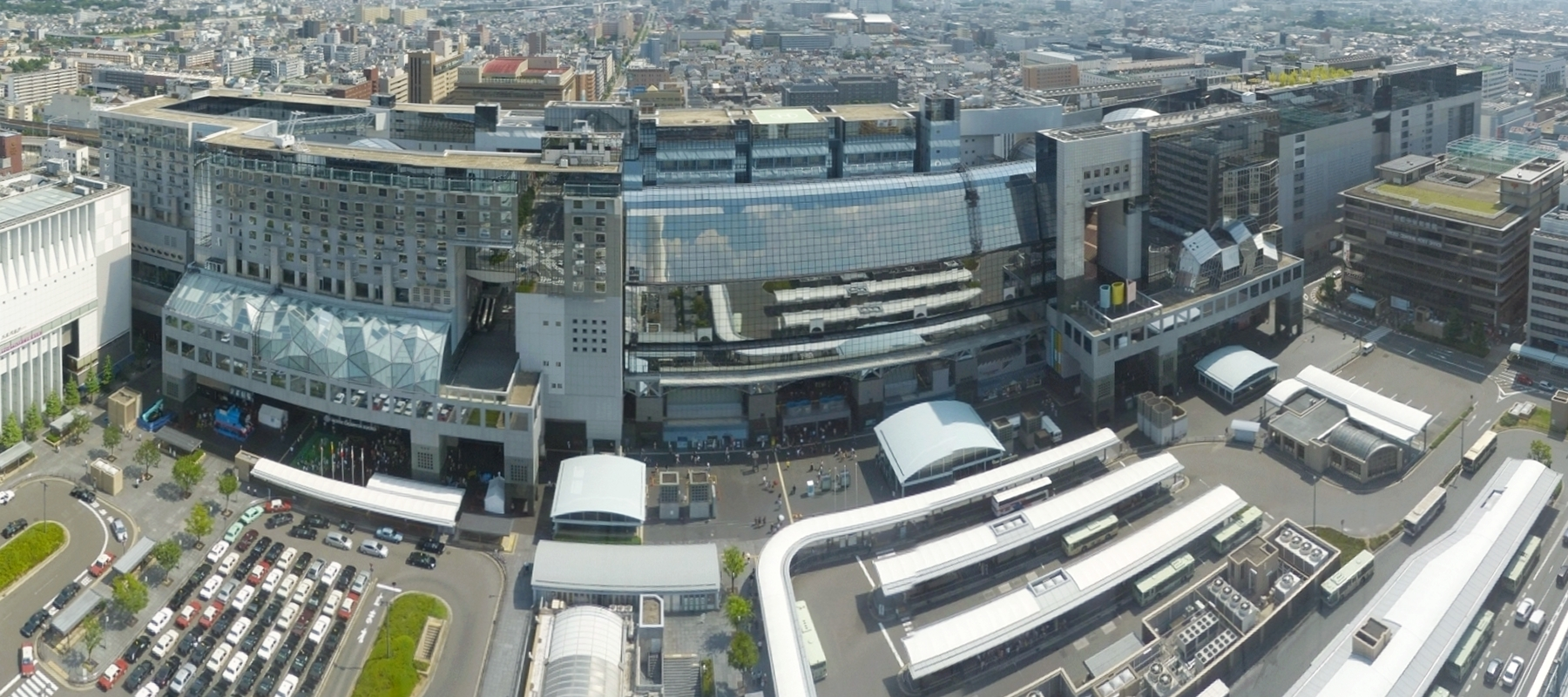
京都塔眺望京都站

## 車站設計
現在的車站建築於1997年完成。由建築師原廣司所設計，為鐵骨和鋼筋混擬土構造。雖然是地上車站，但為了不減損京都古都景觀，京都站周邊不能有超過120公尺高之建築，因此原廣司之設計，為總高60公尺的大樓，並將建築物保持了南北方向的通道，以保持視線之暢通，使京都站沒有巨大建築所有的壓迫感。得到日本第40回建築業協會賞。

## 車站

### JR西日本
JR西日本的在來線各線為地面車站，東海道本線（JR京都線、琵琶湖線）、湖西線使用島式月台3面6線與側式月台1面1線，構内西側由山陰本線（嵯峨野線）使用的港灣式月台3面4線、南側由奈良線使用的港灣式月台2面3線。各月台在西側以東側閘機內地下通道連結。跨站式站房與各月台設有升降機。
JR東海的新幹線位於JR西日本的各月台南側，東海道新幹線使用島式月台2面4線的高架車站。全部營業列車均會停車，因此不設通過線。

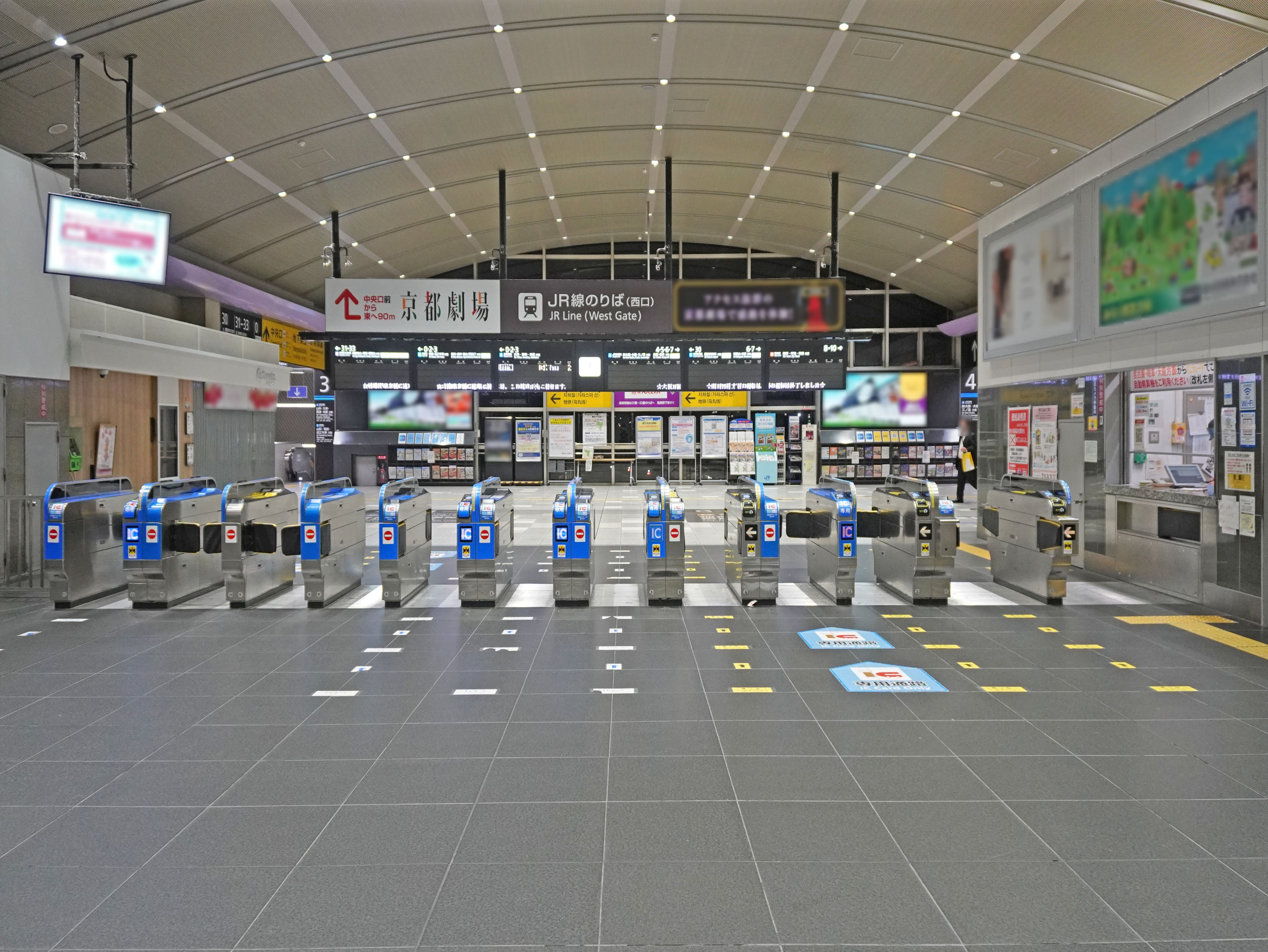
在來線西驗票閘口(2022年12月)
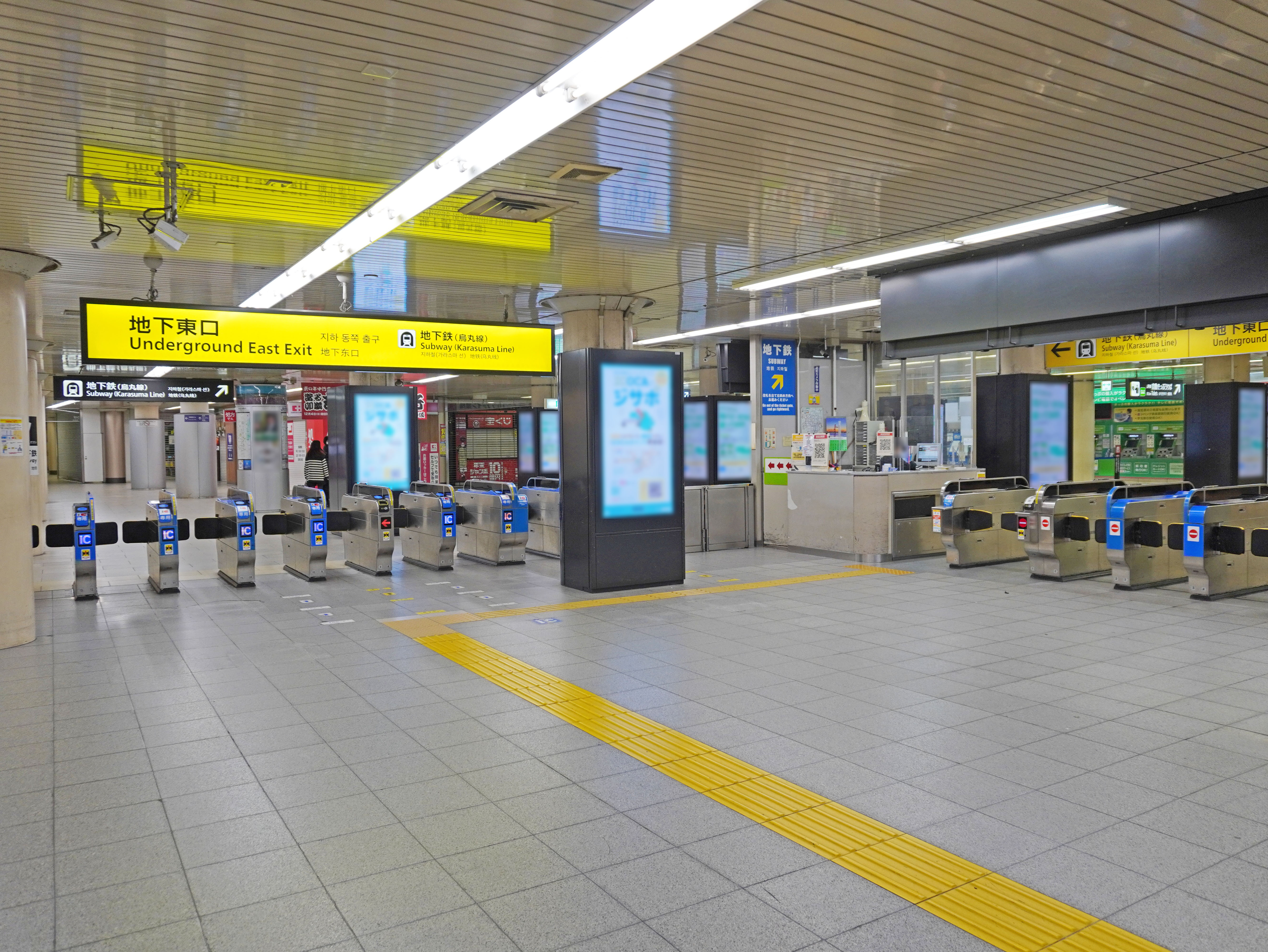
在來線地下的東驗票閘口(2022年12月)
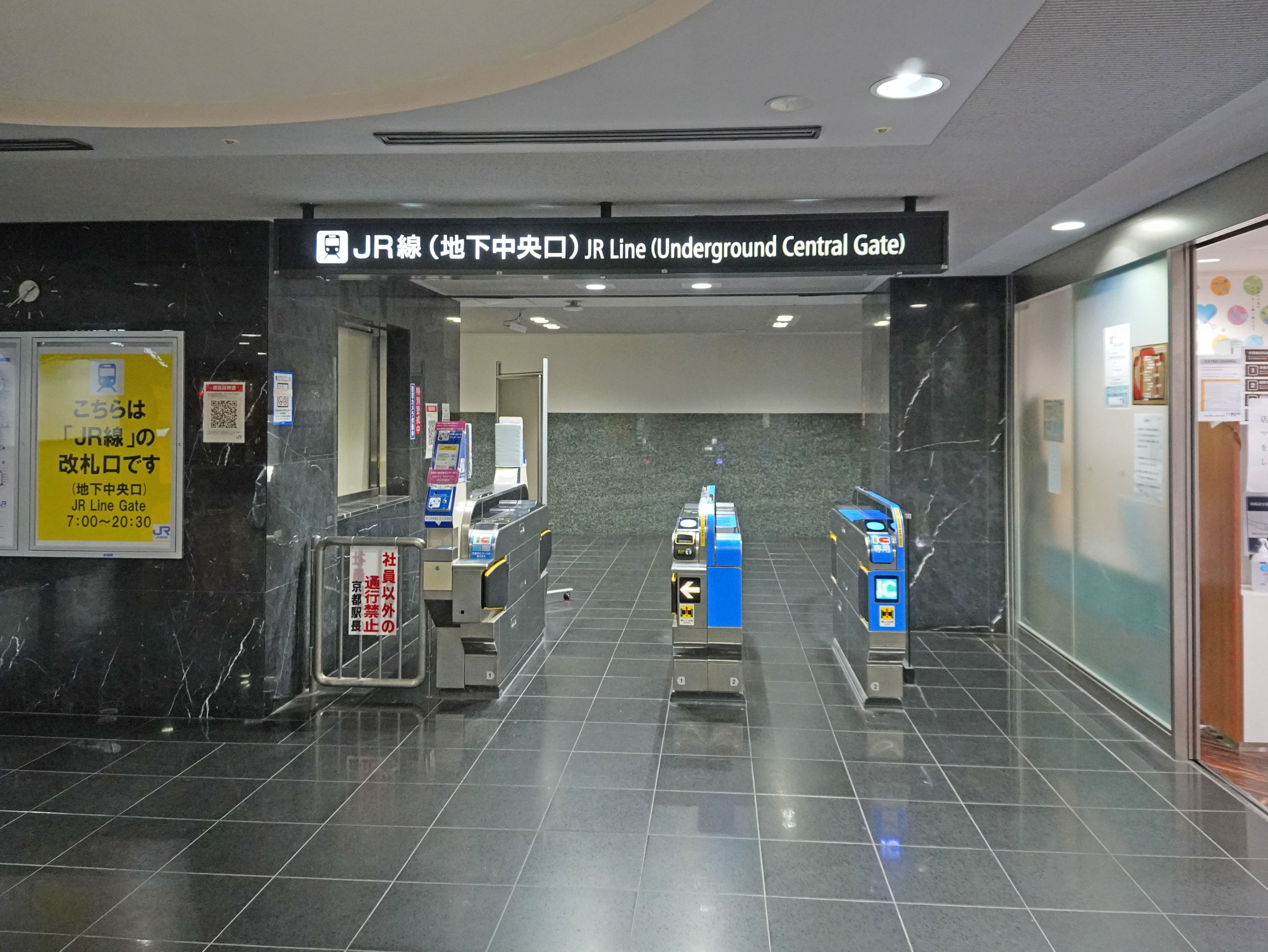
在來線地下的中央驗票閘口，自2022年12月26日後關閉(2022年12月)
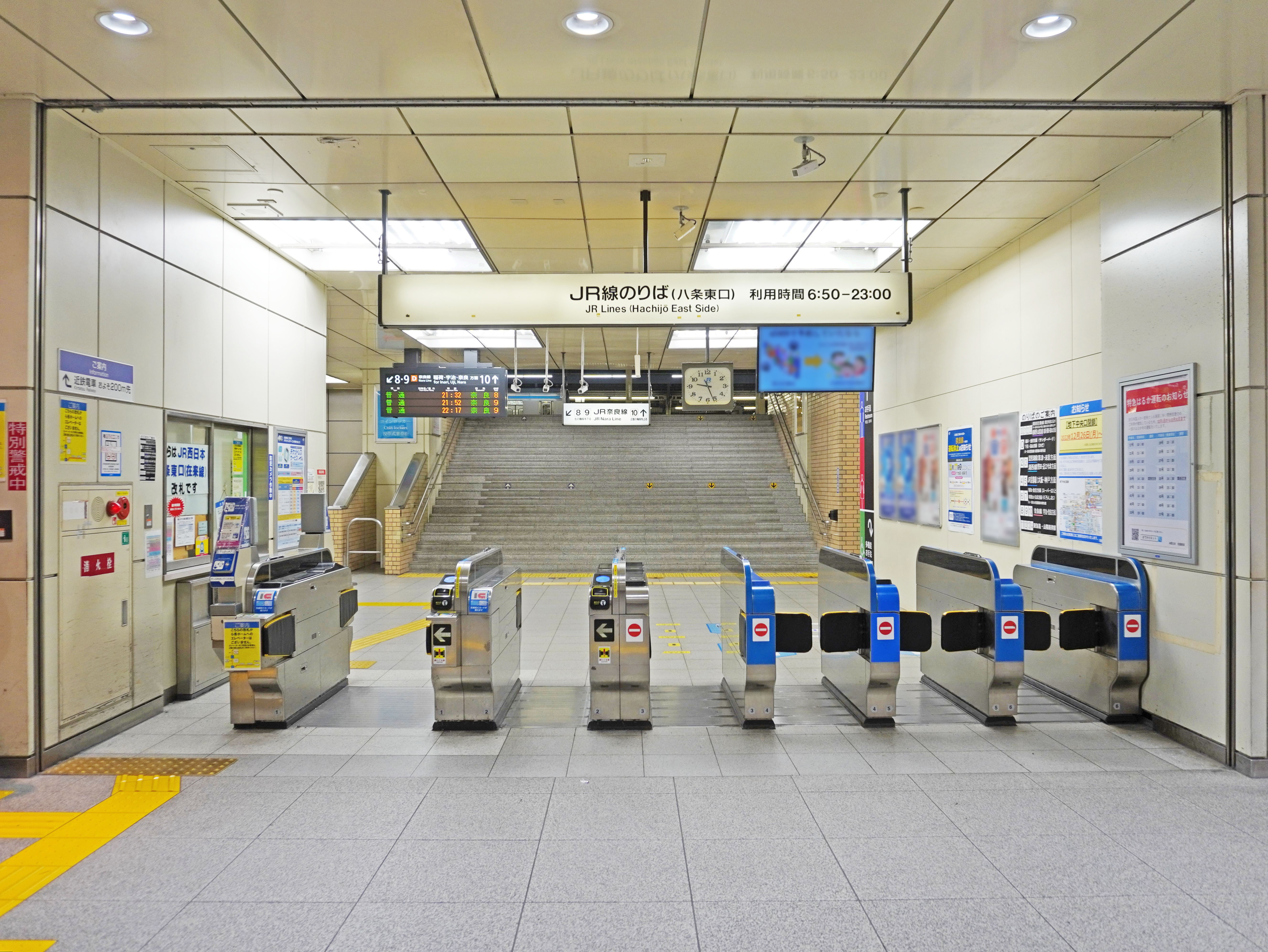
在來線的八條東口驗票閘口(2022年12月)
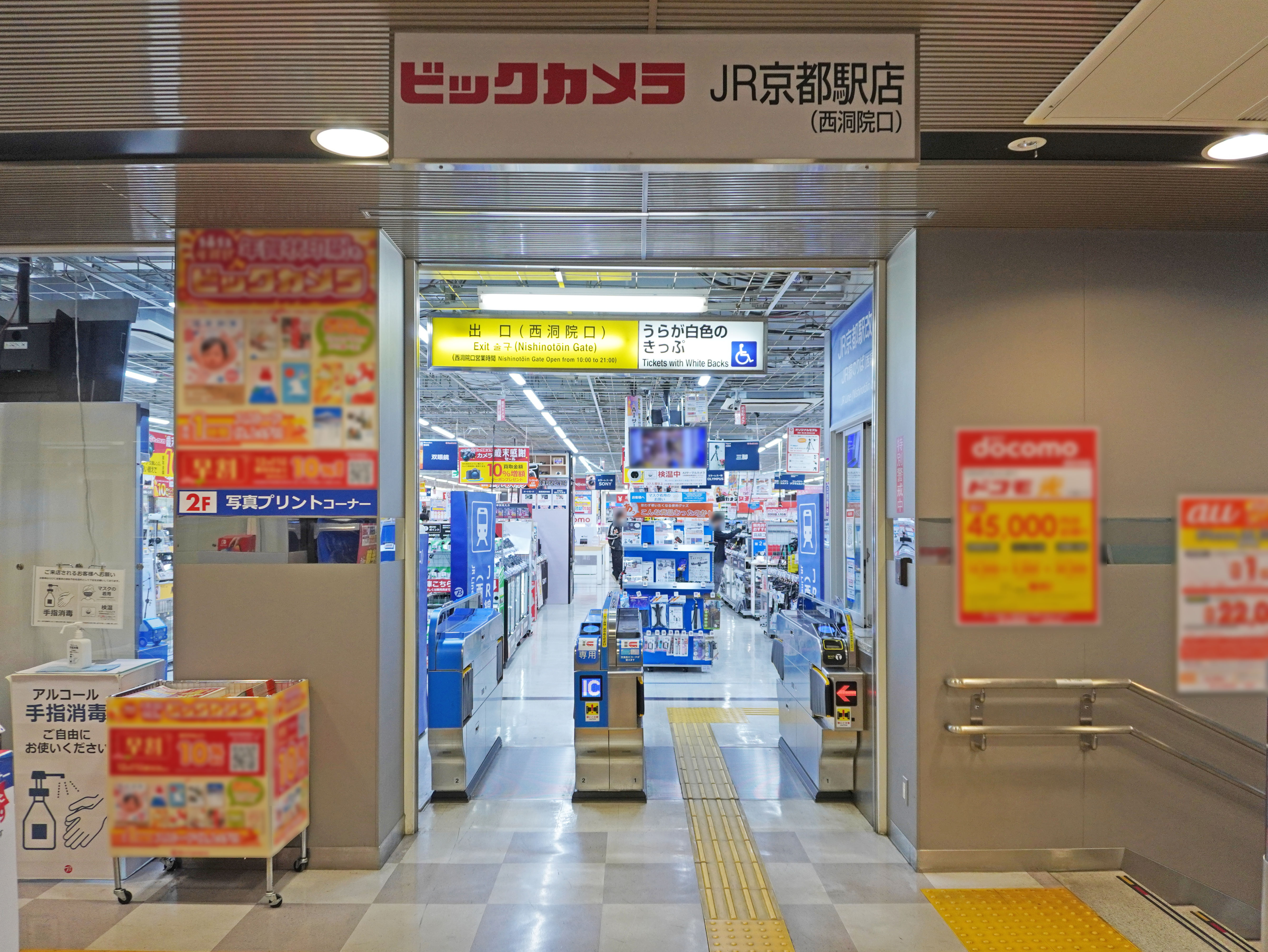
在來線的西洞院口驗票閘口(2022年12月)
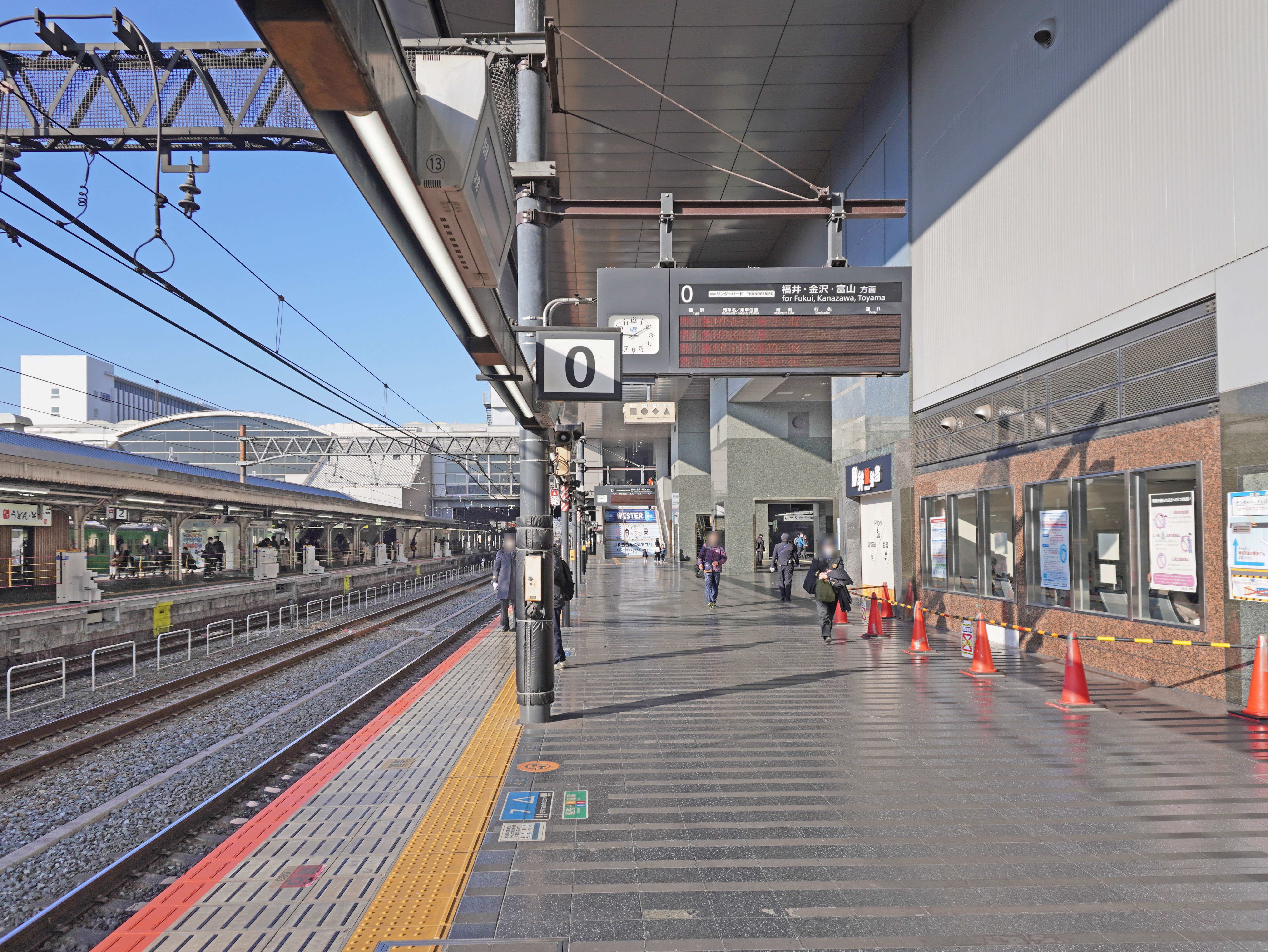
琵琶湖線0號月台(2022年12月)
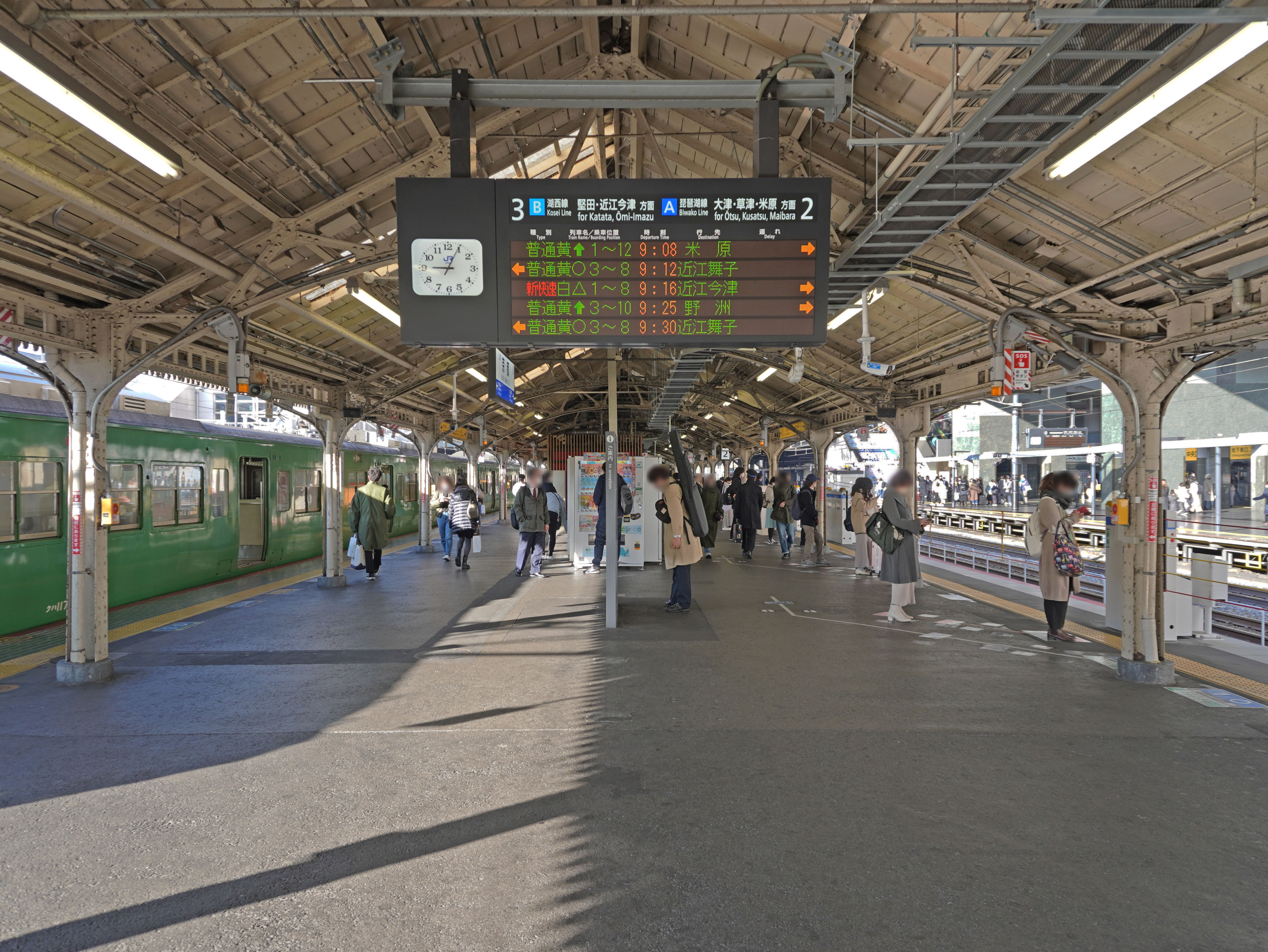
2號與3號月台(2022年12月)
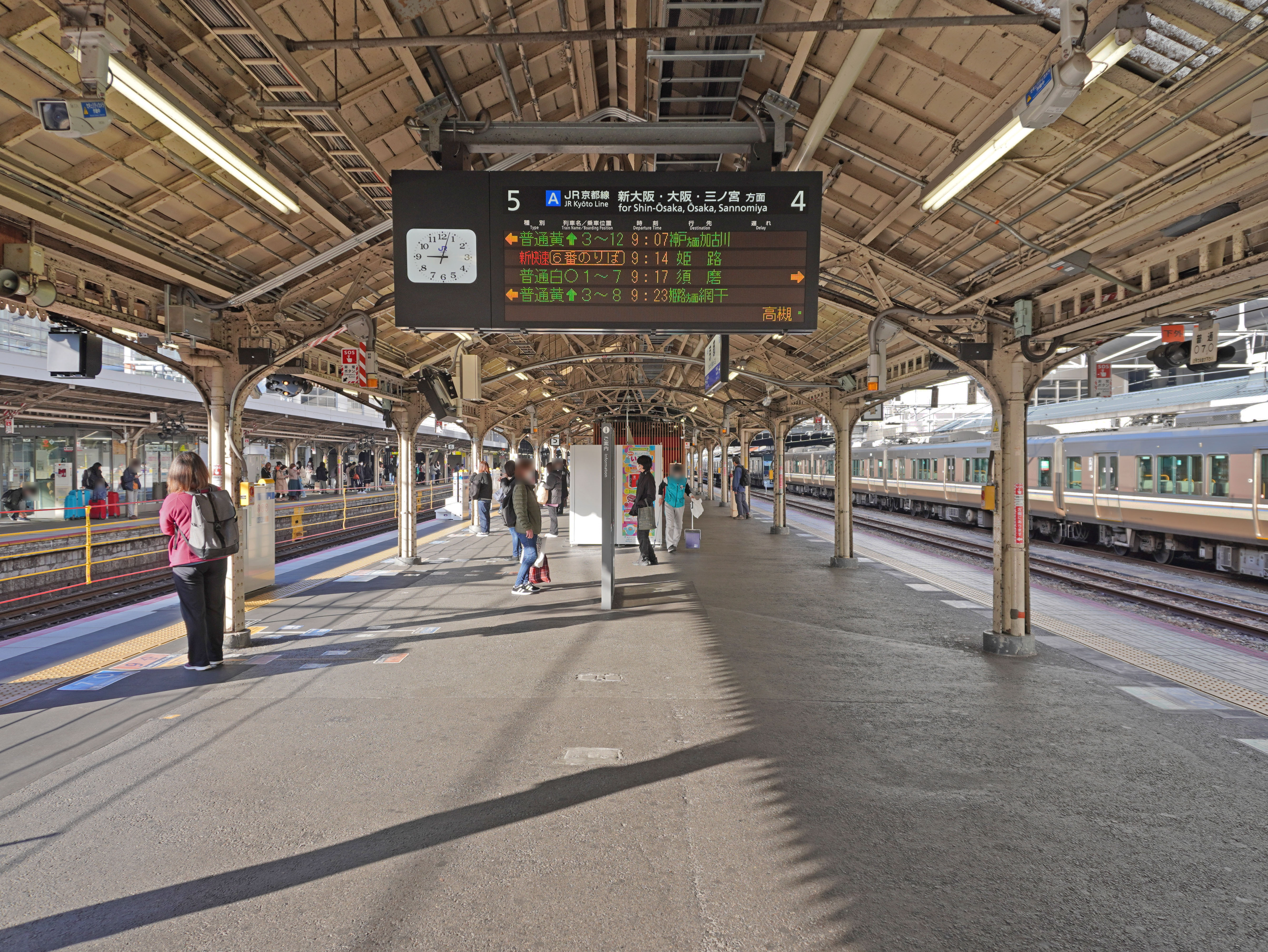
JR京都線4號與5號月台(2022年12月)
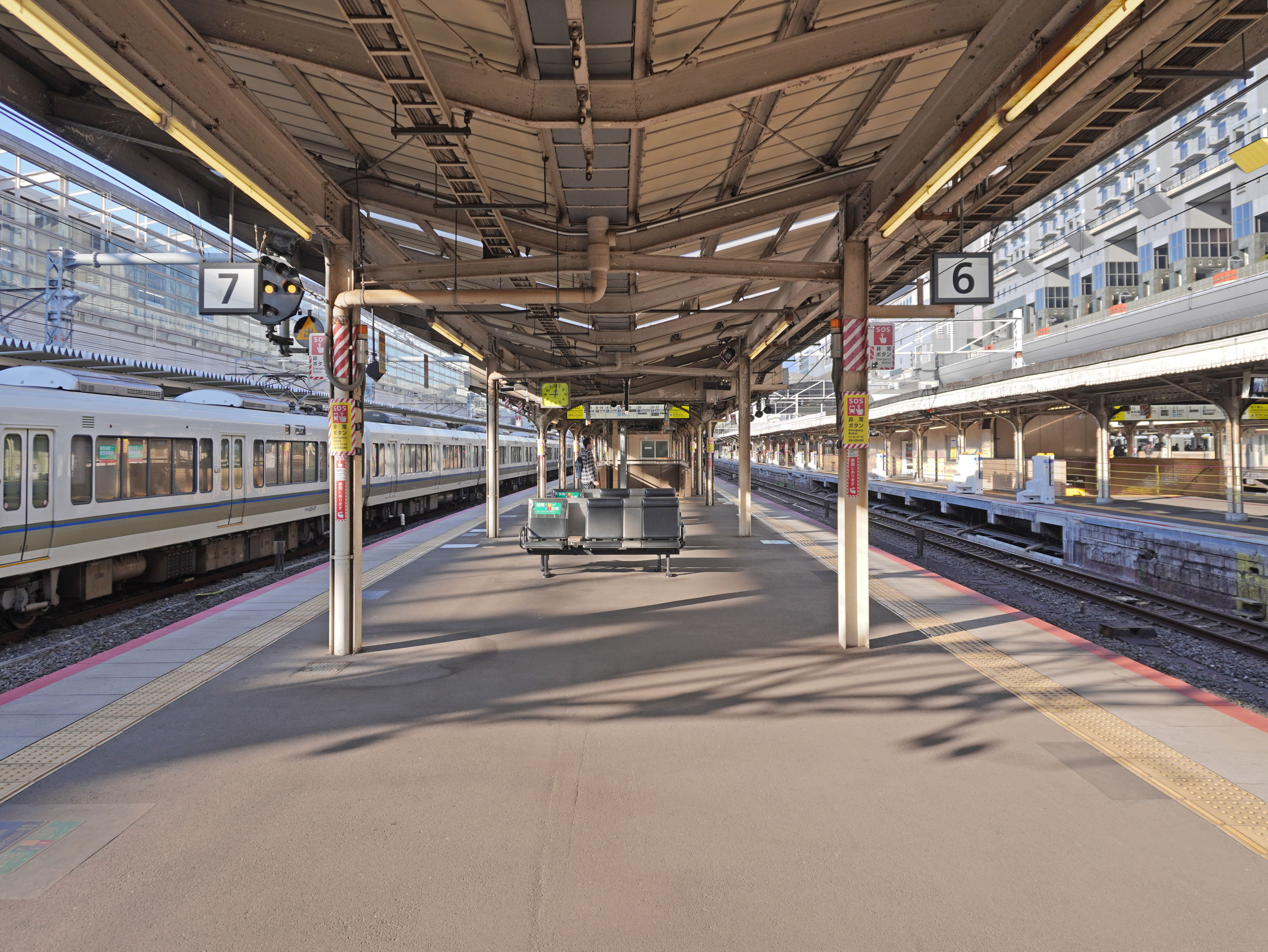
6號與7號月台(2022年12月)
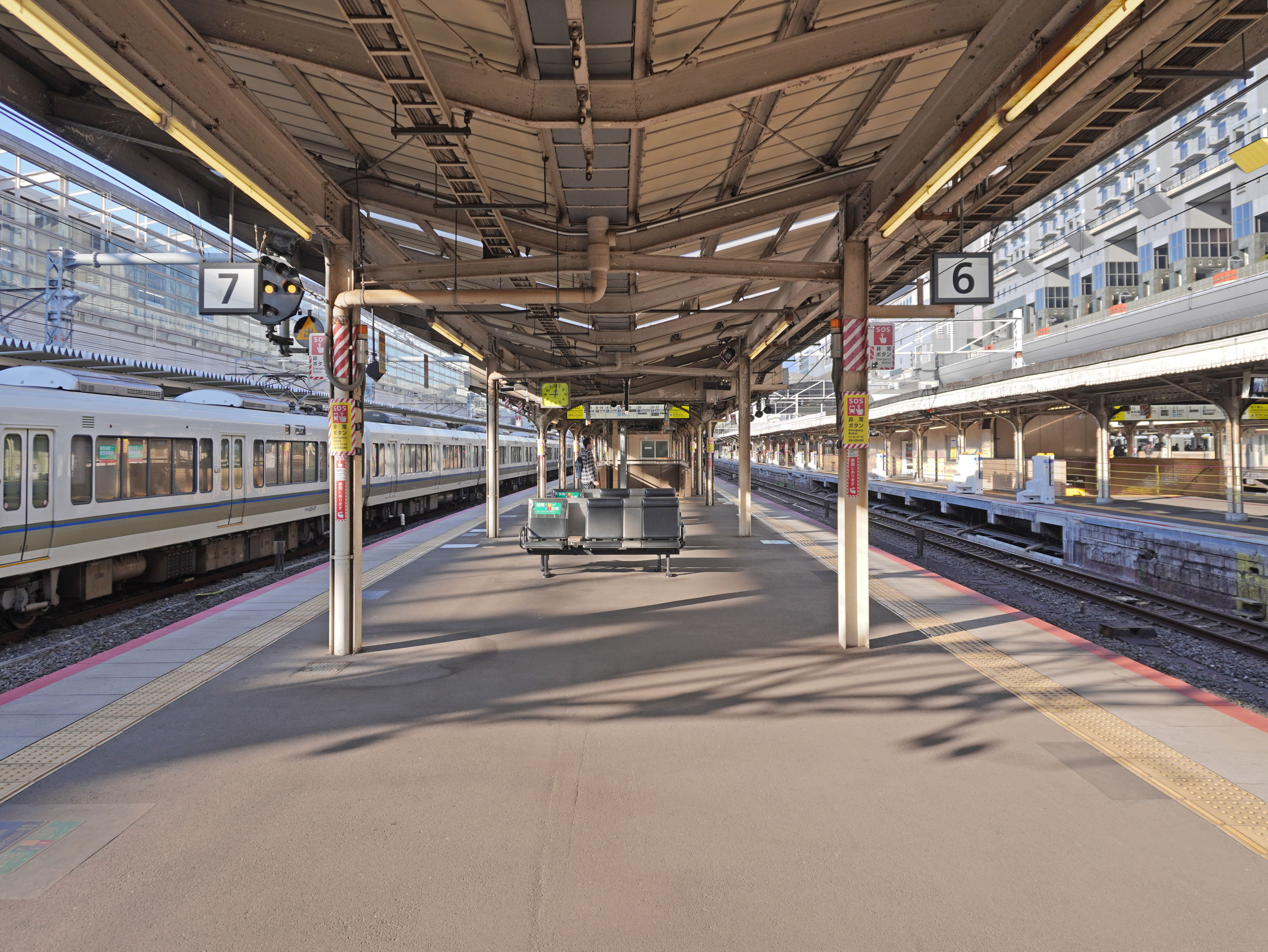
奈良線8號與9號月台(2022年12月)
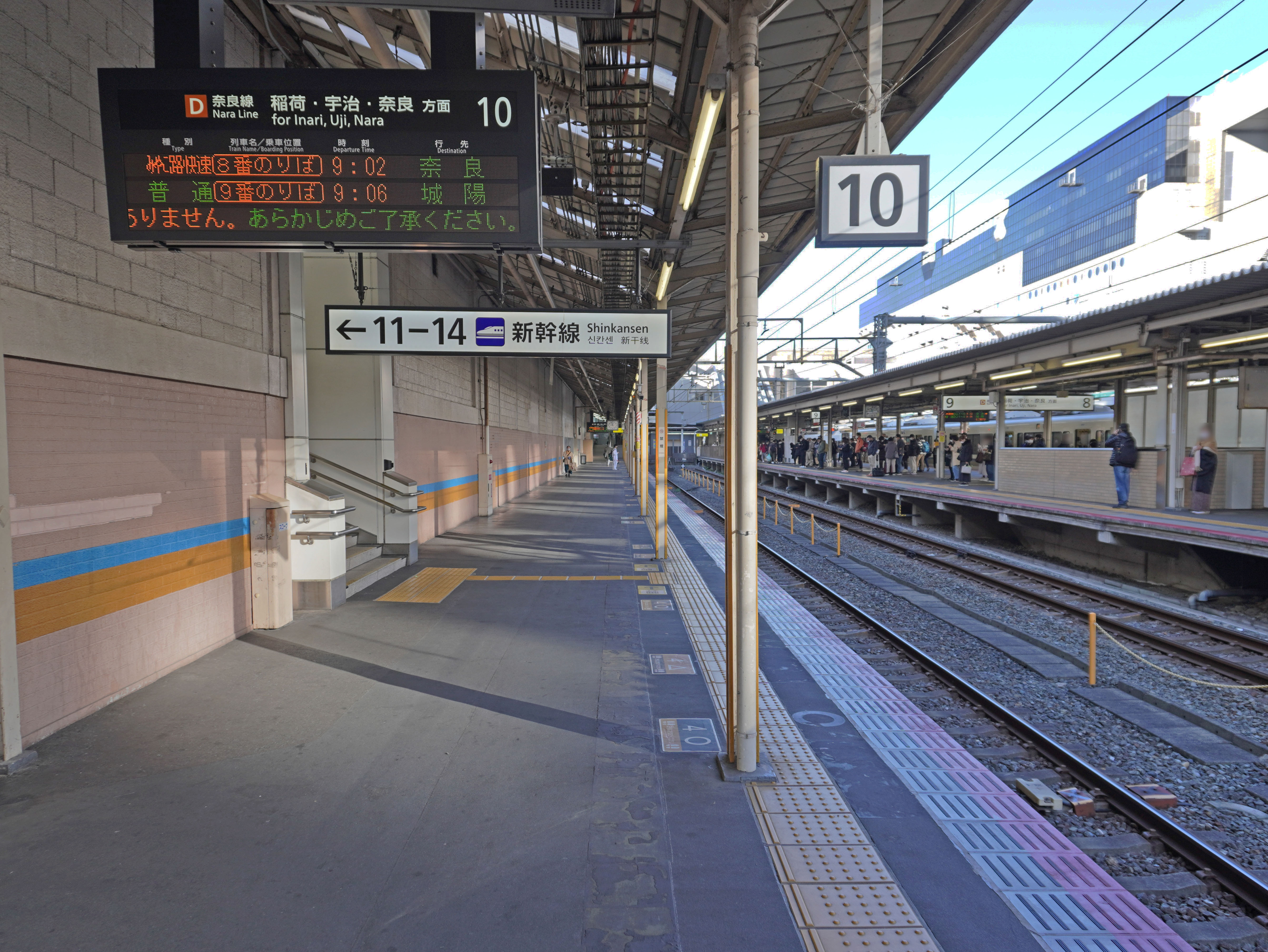
奈良線10號月台(2022年12月)
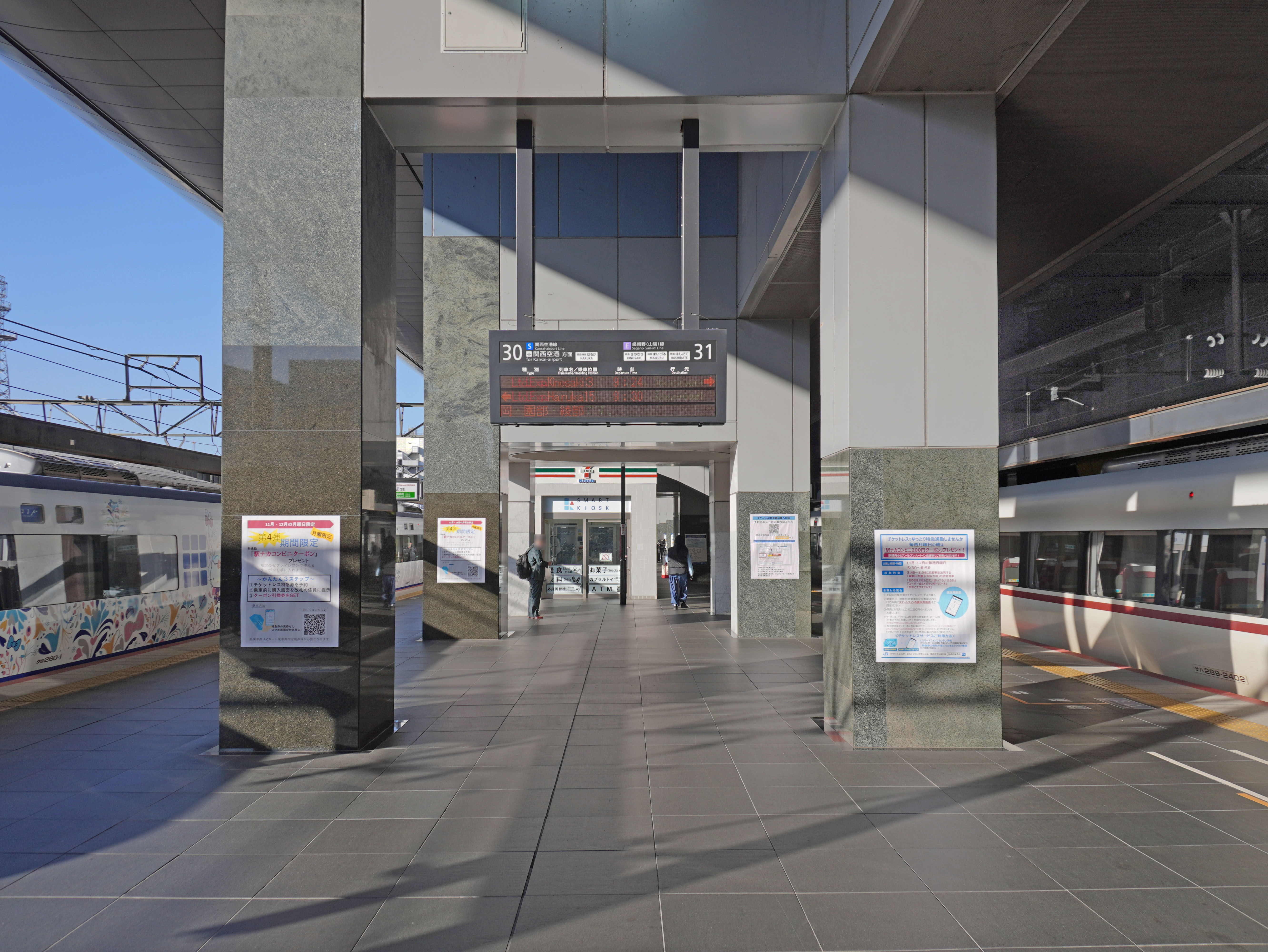
30號與31號月台(2022年12月)
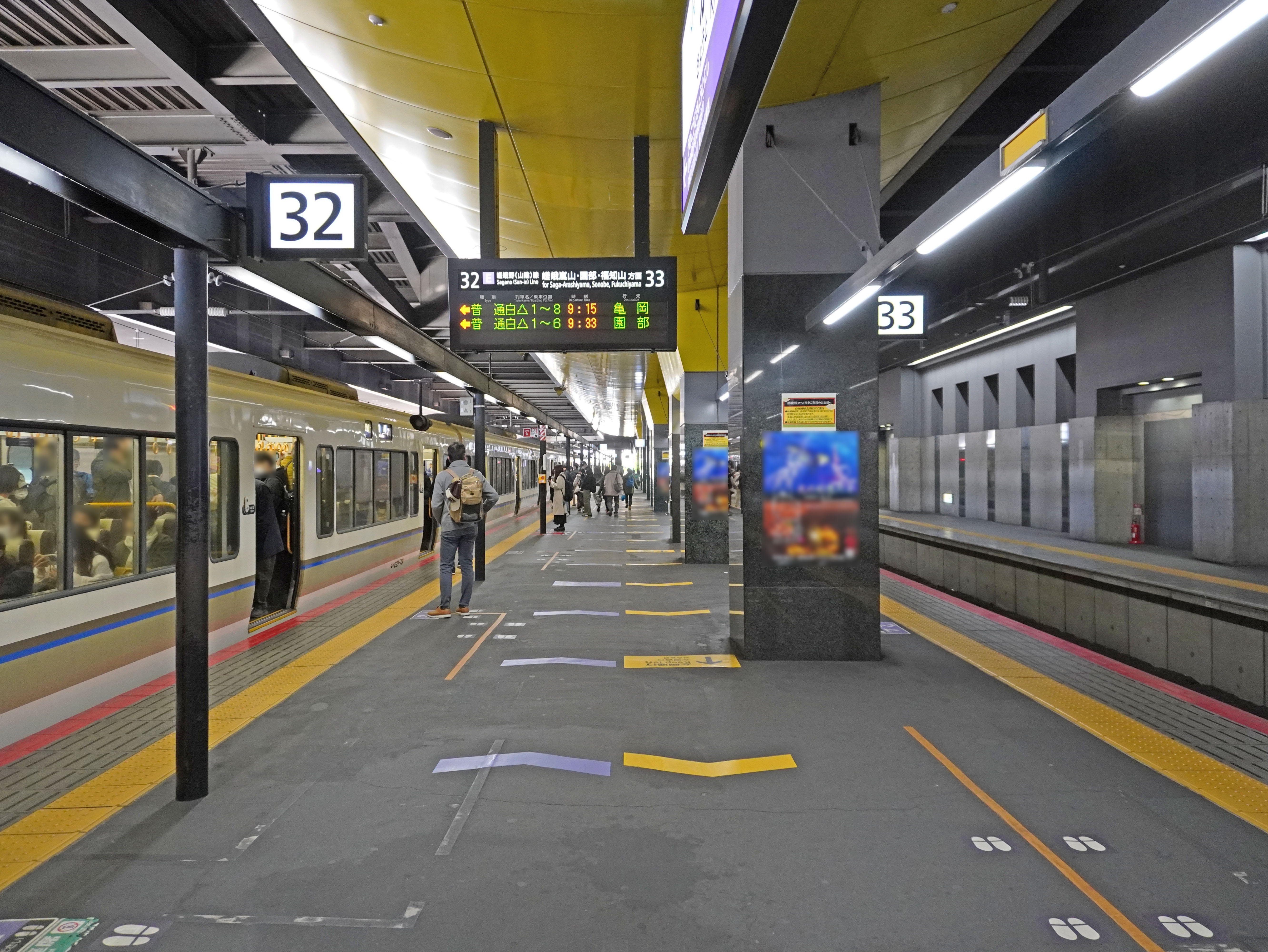
嵯峨野線32號與33號月台(2022年12月)
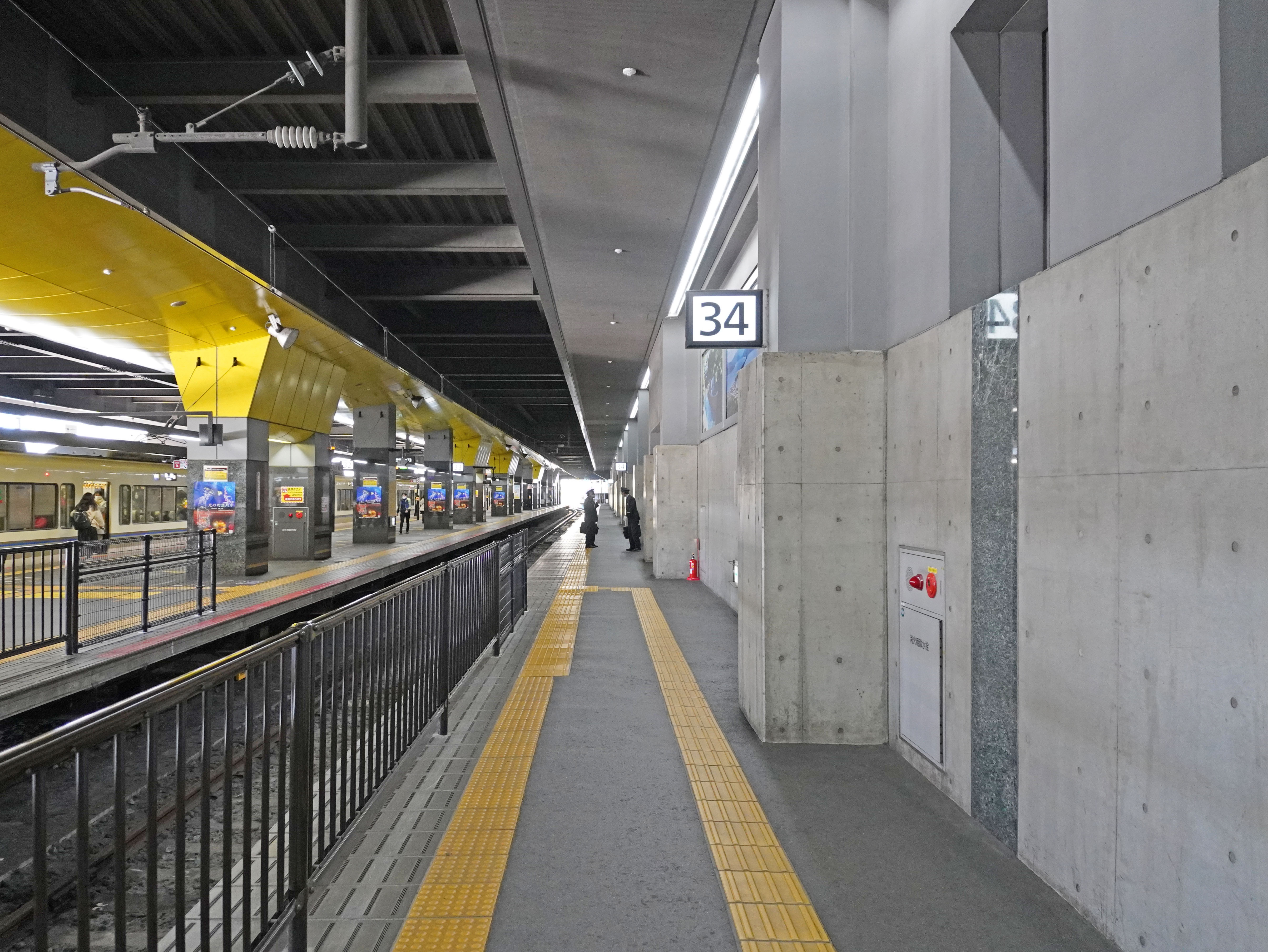
嵯峨野線34號月台(2022年12月)

#### 月台配置
| 月台   | 路線            | 目的地                               | 備註                                             |
| ------ | --------------- | ------------------------------------ | ------------------------------------------------ |
| 0      | 高山線 特急     | 高山方向                             | 飛驒號列車                                       |
| 0      | 北陸線 特急     | 福井、金澤方向                       | 雷鳥號列車                                       |
| 0      | 琵琶湖線        | 大津、草津、米原方向                 | 特急 琵琶湖特快、遙號列車 草津線直通，部分新快速 |
| 2、3   | 琵琶湖線        | 大津、草津、米原方向                 | 部分於0號月台開出                                |
| 2、3   | 湖西線          | 堅田、近江今津方向                   | 較常用3號月台                                    |
| 4、5   | JR京都線        | 高槻、大阪、三之宮方向               | 部分於6、7號月台開出                             |
| 6、7   | JR京都線        | 新大阪、大阪方向                     | 特急                                             |
| 6、7   | 紀國線 特急     | 白濱、新宮方向                       |                                                  |
| 6、7   | 智頭急行線 特急 | 鳥取、倉吉方向                       |                                                  |
| 6、7   | 關西機場線 特急 | 關西機場方向                         | 米原、草津方向開出的直通列車                     |
| 8 - 10 | 奈良線          | 宇治、奈良方向                       |                                                  |
| 30     | 關西機場線 特急 | 關西機場方向                         | 此站始發的列車                                   |
| 31     | 嵯峨野線 特急   | 福知山、城崎溫泉、東舞鶴、天橋立方向 | 部分於30號月台開出                               |
| 32、33 | 嵯峨野線        | 龜岡、園部、福知山方向               | 部分於31號月台開出                               |
| 34     | 嵯峨野線        | （京都為止）                         | 下車專用月台                                     |

### 配線圖
| | ↑ 奈良線 宇治、木津、奈良方向      | |
| ← 東海道本線（琵琶湖線） 山科、米原方向 湖西線 近江今津、福井、金澤方向 | 西日本旅客鐵道 京都站 構內配線略圖 | → ■貨物線 京都貨物站方向 東海道本線（JR京都線） 高槻、大阪、姬路方向 山陰本線（嵯峨野線） 龜岡、福知山方向 |
| 图例 参考文献：以下を参考に作成 * 「JR西日本 東海道本線 米原-神戸間 線路配線略図」、「特集 東海道本線2」、『鉄道ファン』 第48巻1号（通巻第561号） 2008年1月号、折込、交友社、2008年 （主要部分） * 川島令三、『東海道ライン 全線・全駅・全配線 第6巻 米原駅 - 大阪エリア』ISBN 978-406-270016-0、17・18頁、 講談社、2009年 （側線・入線方向等） * JR西日本公式ホームページ JRおでかけネット - 京都駅 - 構内図 （のりば番号） ※ 白線クロスハッチは降車専用ホーム ※ 周辺で隣接または交差する他事業者線は本図では省略した。 ※ 山陰本線（嵯峨野線）は2009年に複線化されているが、本図記載部分の配線は変わらない。構内の端で単線から複線となる。 |                                    | |

### JR東海
此站位於JR西日本車站南側，島式月台2面4線的高架車站。所有營業列車都停靠，故而不設通過線。2016年3月10日，月台啟用月台閘門。

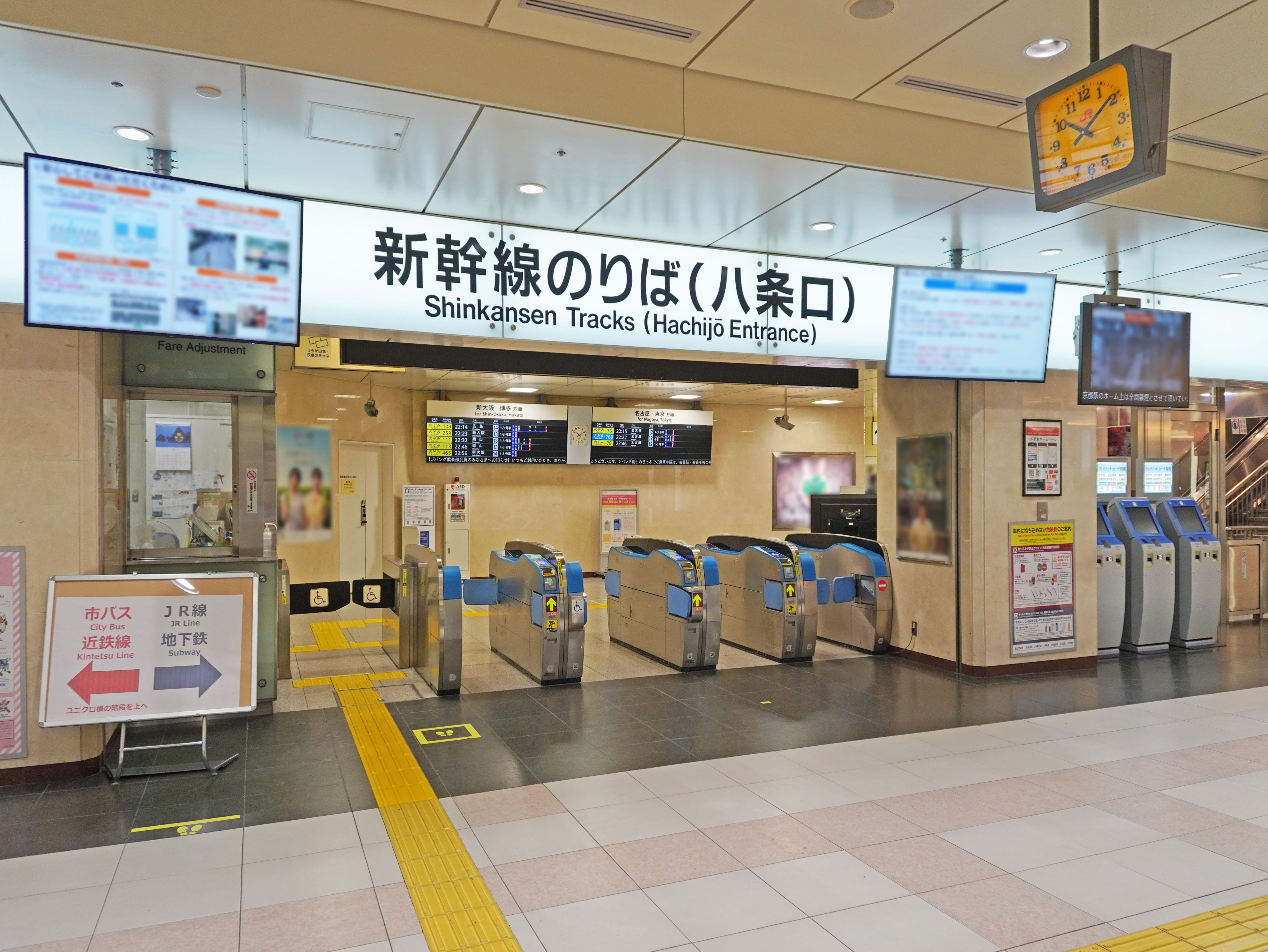
新幹線的八條口驗票閘口(2022年12月)
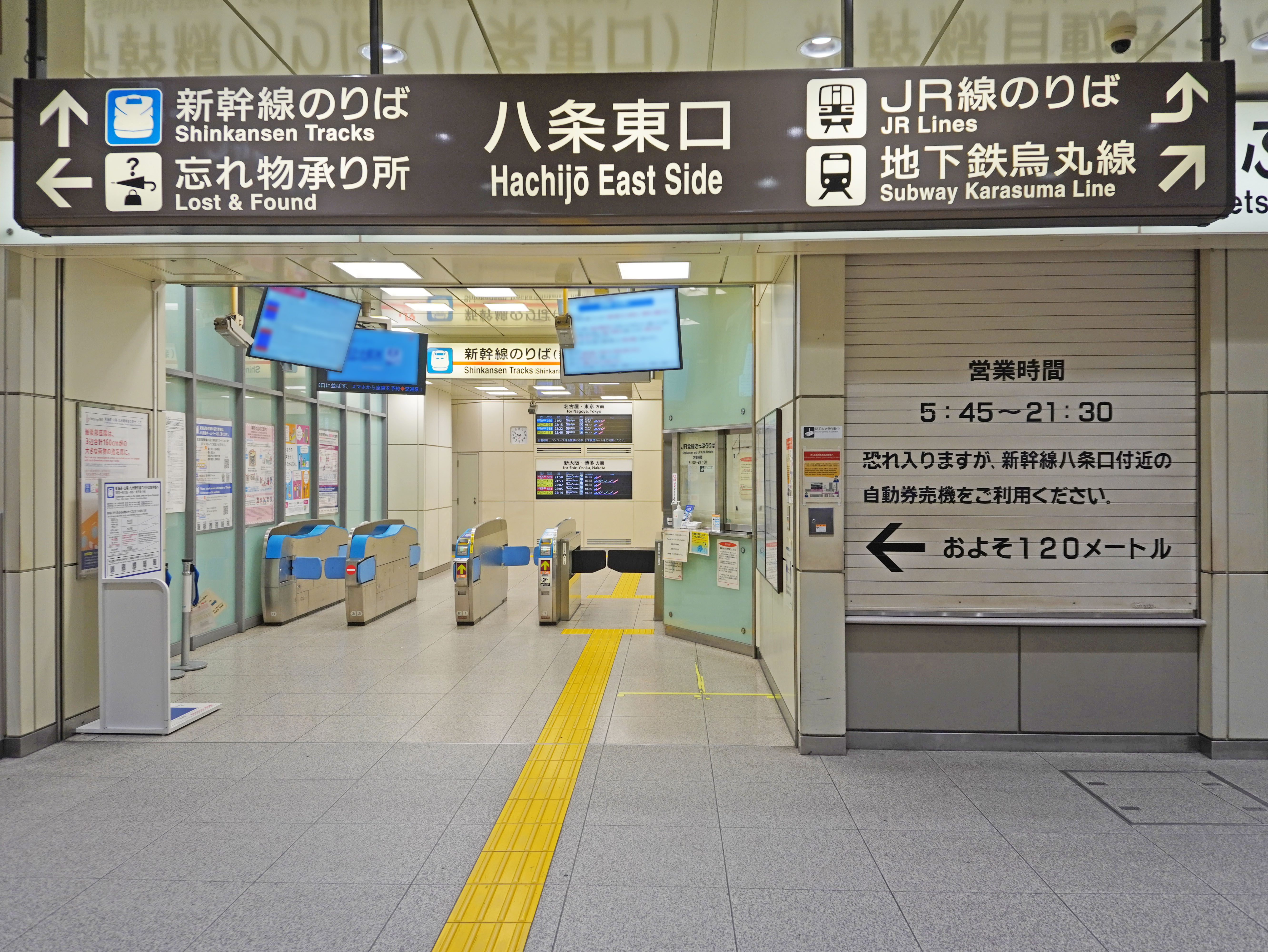
新幹線的八條東口驗票閘口(2022年12月)
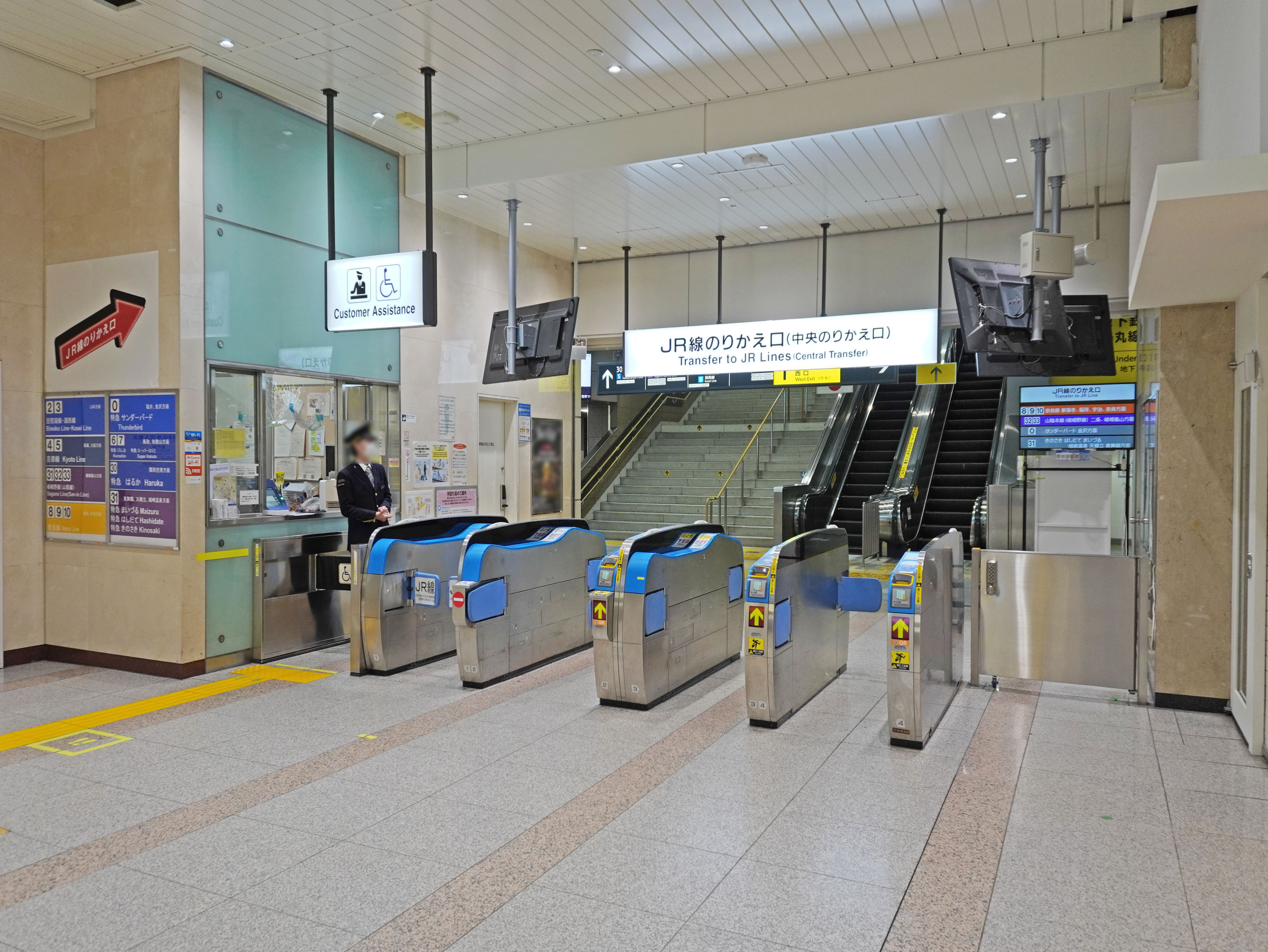
轉乘至JR的中央驗票閘口(2022年12月)
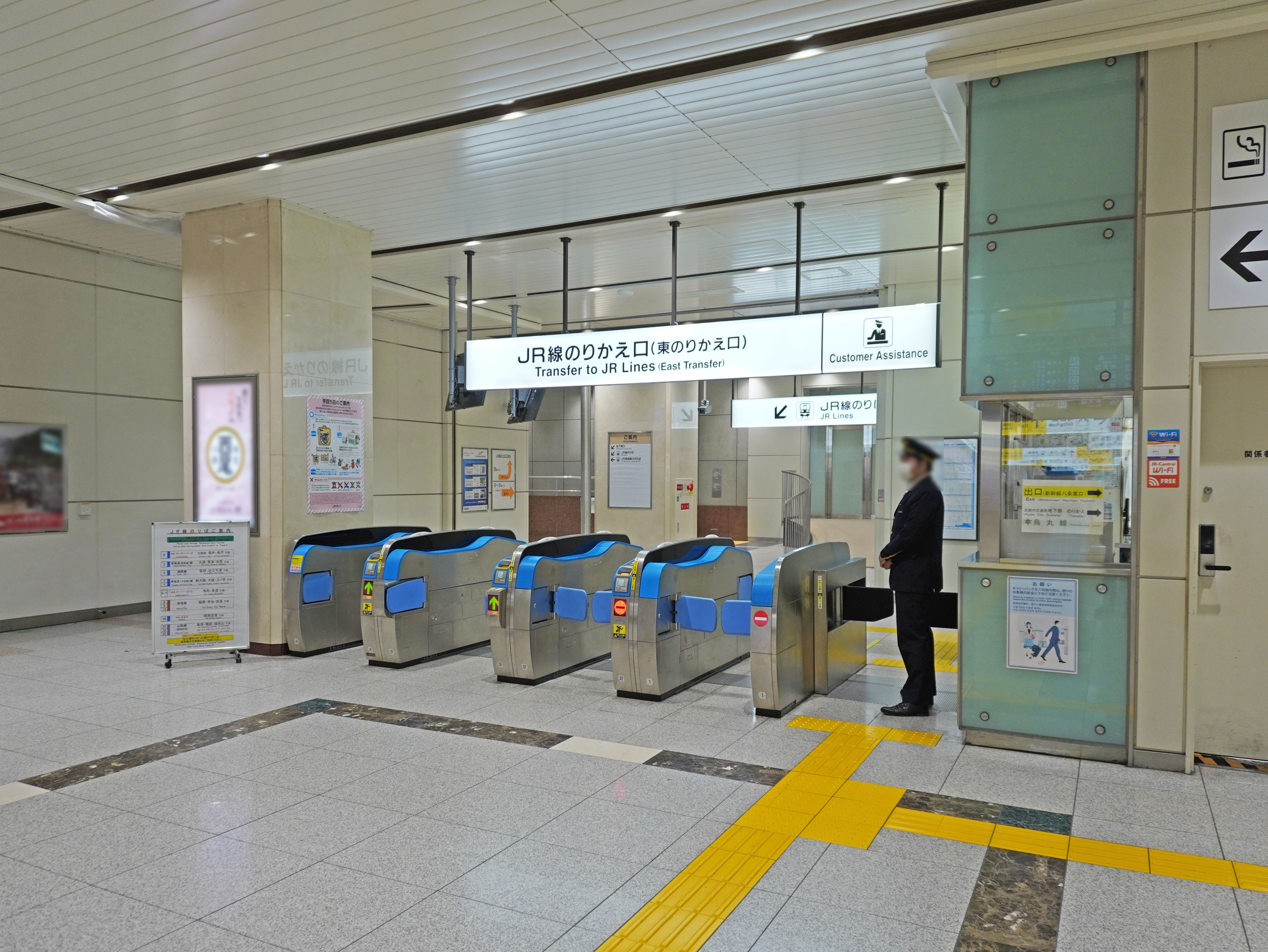
轉乘至JR的東驗票閘口(2022年12月)
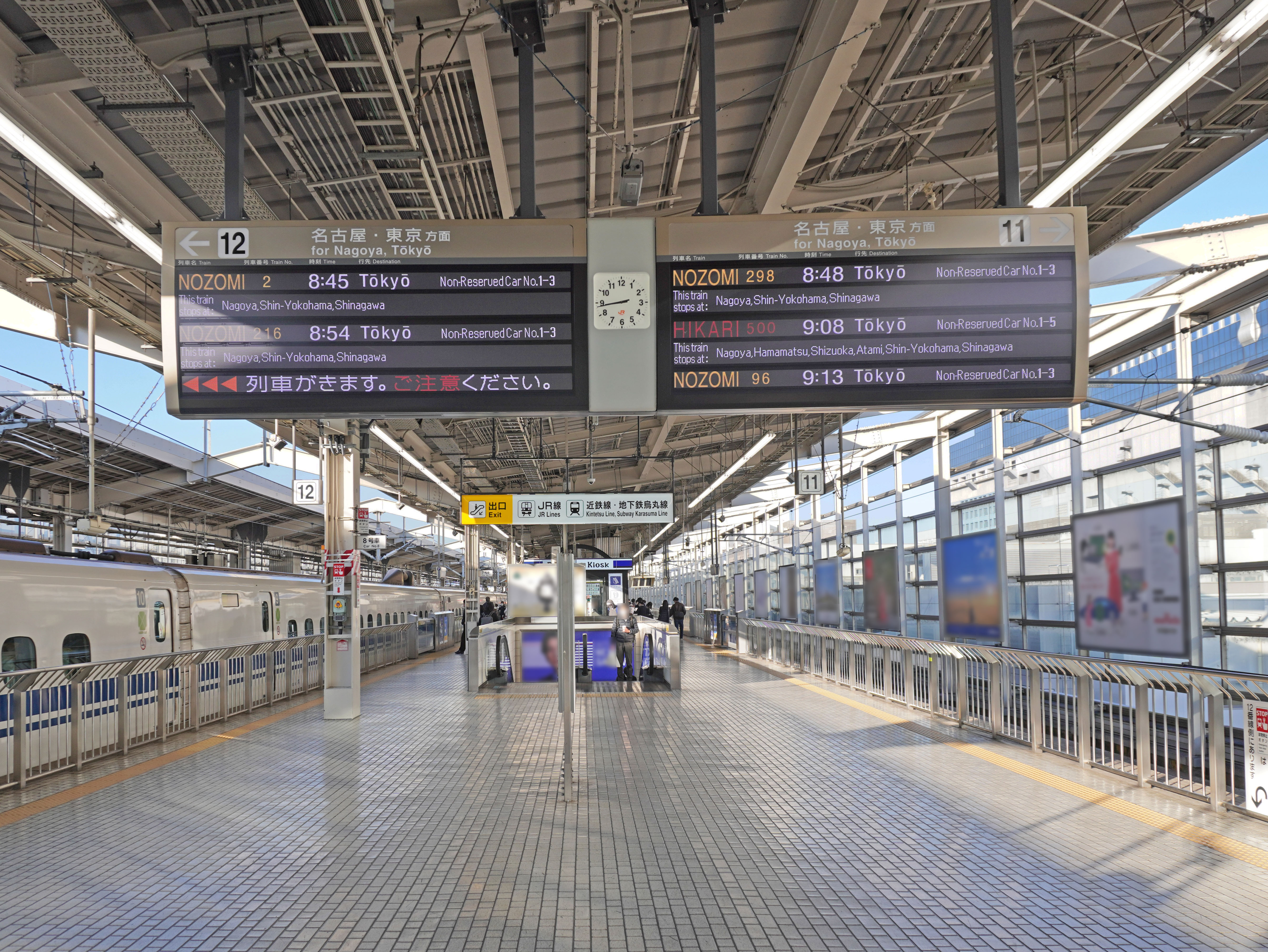
新幹線11號與12號月台(2022年12月)
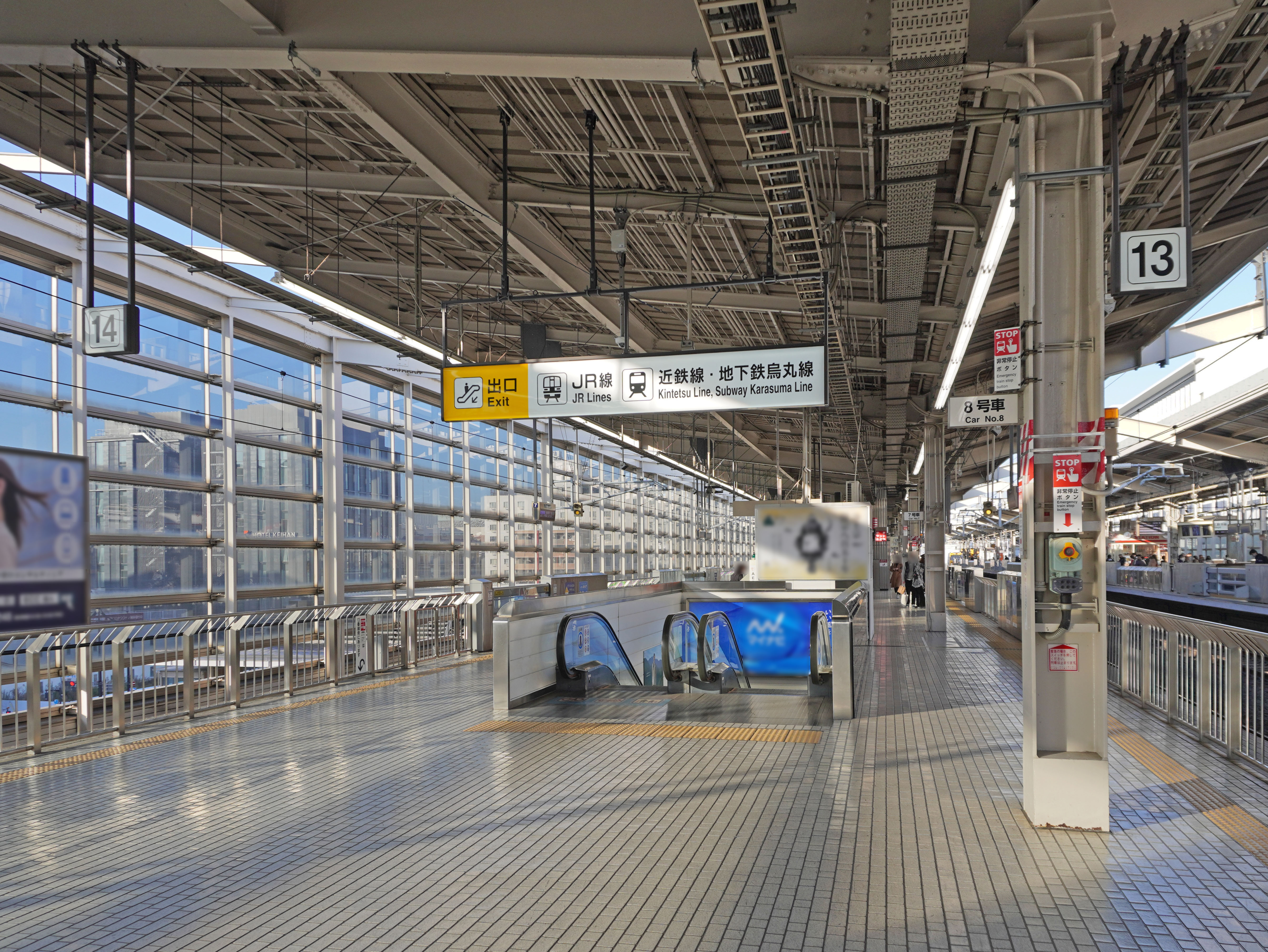
新幹線13號與14號月台(2022年12月)

#### 月台配置
| 月台   | 路線         | 目的地           | 目的地           |
| ------ | ------------ | ---------------- | ---------------- |
| 11、12 | 東海道新幹線 | 名古屋、東京方向 | 名古屋、東京方向 |
| 13、14 | 東海道新幹線 | 新大阪、博多方向 | 新大阪、博多方向 |

### 近畿日本鐵道

#### 月台配置
| 月台 | 路線               | 目的地                                                 |
| ---- | ------------------ | ------------------------------------------------------ |
| 1、2 | 京都線 特急        | 奈良、橿原神宮前、伊勢志摩方向                         |
| 3、4 | 京都線（一般種別） | 丹波橋、新田邊、大和西大寺、奈良、天理、橿原神宮前方向 |

### 京都市營地下鐵
本站為島式月台1面2線的地底車站。

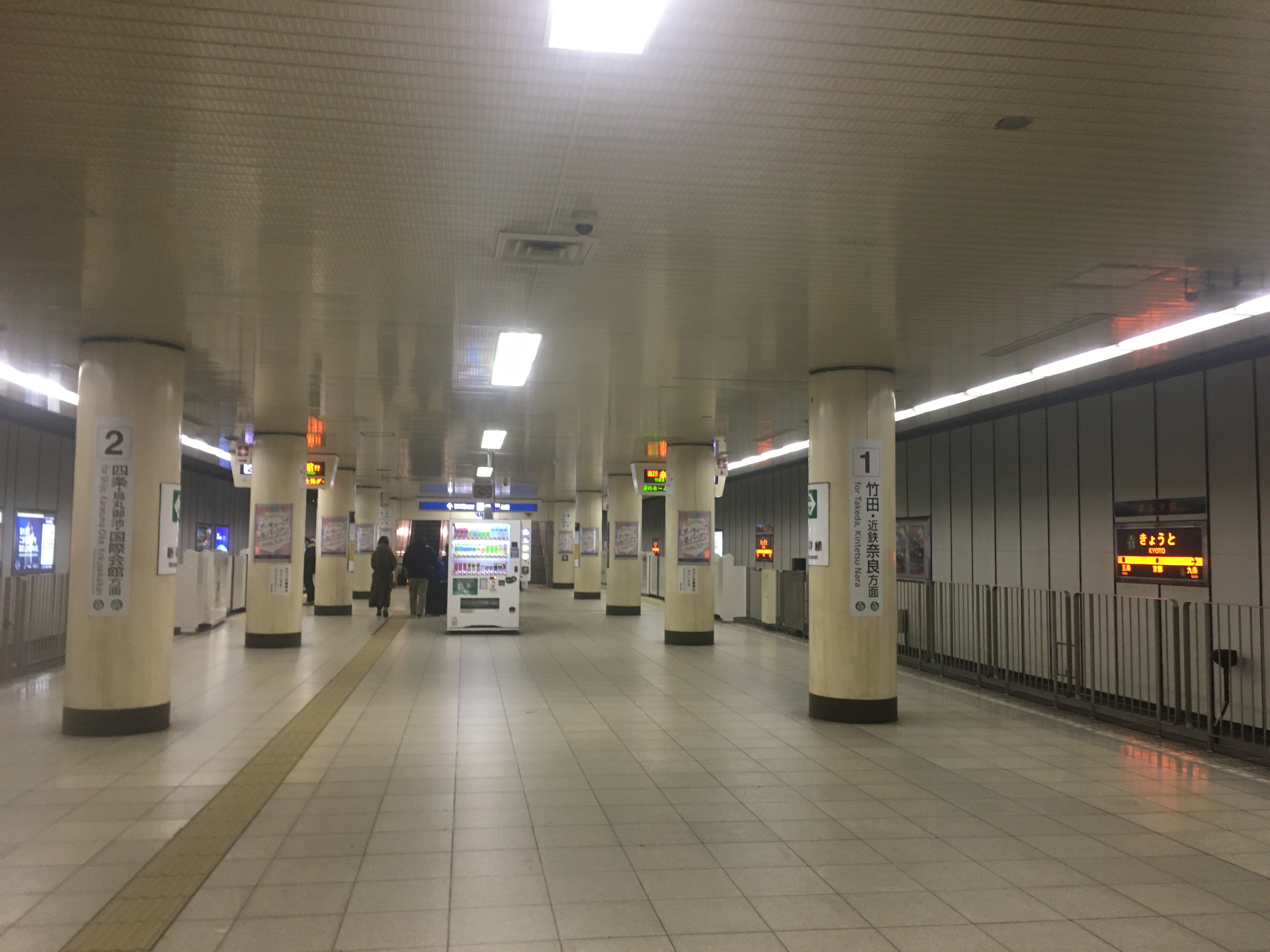
月台(2021年12月)

#### 月台配置
| 月台 | 路線   | 目的地                               |
| ---- | ------ | ------------------------------------ |
| 1    | 烏丸線 | 竹田、新田邊、近鐵奈良方向           |
| 2    | 烏丸線 | 四條、烏丸御池、北大路、國際會館方向 |

## 利用狀況
- JR西日本 - 2018年度1日平均上車人次為200,426人。
該公司車站次於大阪站排行第2位。此20年大致有增加傾向。京都府內JR西日本車站當中最多。
- JR東海 - 2018年度1日平均上車人次為39,227人。
該公司車站排行第6位。只限管轄新幹線車站當中次於東京站、新大阪站、名古屋站排行第4位。此15年有大致增加傾向。
- 京都市營地下鐵 - 2018年度1日平均上下車人次為128,783人[6]。
同局車站排行第1位。近年有大致增加傾向。
- 近畿日本鐵道 - 2018年11月13日上下車人次為83,478人。
同公司車站次於大阪阿部野橋站、鶴橋站、大阪難波站、近鐵名古屋站排行第5位。2017年度年間推計上下車人次為37,280千人，1日平均為102,137人。無論哪一個數值，京都府內近鐵車站使用人數皆為最多，近年平穩。

各年度上下車、上車人次數如下表。
| 年度               | JR東海           | JR東海 | JR西日本         | JR西日本 | 京都市營地下鐵     | 京都市營地下鐵   | 近畿日本鐵道 | 近畿日本鐵道 | 近畿日本鐵道       | 近畿日本鐵道    | 近畿日本鐵道 |
| 年度               | 1日平均 上車人次 | 增長率 | 1日平均 上車人次 | 增長率   | 1日平均 上下車人次 | 1日平均 上車人次 | 特定日       | 特定日       | 1日平均 上下車人次 | 年間 上下車人次 |              |
| 年度               | 1日平均 上車人次 | 增長率 | 1日平均 上車人次 | 增長率   | 1日平均 上下車人次 | 1日平均 上車人次 | 調查日       | 上下車人次   | 1日平均 上下車人次 | 年間 上下車人次 |              |
| ------------------ | ---------------- | ------ | ---------------- | -------- | ------------------ | ---------------- | ------------ | ------------ | ------------------ | --------------- | ------------ |
| 1991年（平成03年） |                  |        | 132,672          |          |                    |                  |              |              |                    |                 |              |
| 1992年（平成04年） | 25,482           |        | 139,419          | 5.1%     |                    |                  |              |              |                    |                 |              |
| 1993年（平成05年） | 25,623           | 0.6%   | 144,545          | 3.7%     |                    |                  |              |              |                    |                 |              |
| 1994年（平成06年） | 24,659           | -3.8%  | 147,953          | 2.4%     |                    |                  |              |              |                    |                 |              |
| 1995年（平成07年） | 25,253           | 2.4%   | 151,904          | 2.7%     |                    |                  |              |              |                    |                 |              |
| 1996年（平成08年） | 26,166           | 3.6%   | 155,995          | 2.7%     |                    |                  |              |              |                    |                 |              |
| 1997年（平成09年） | 25,926           | -0.9%  | 163,463          | 4.8%     |                    | 54,344           |              |              | 124,488            | 45,438,000      |              |
| 1998年（平成10年） | 25,150           | -3.0%  | 163,803          | 0.2%     |                    | 52,139           |              |              | 123,293            | 45,002,000      |              |
| 1999年（平成11年） | 24,472           | -2.7%  | 162,287          | -0.9%    | 103,393            | 52,120           |              |              | 121,260            | 44,260,000      |              |
| 2000年（平成12年） | 24,753           | 1.1%   | 164,712          | 1.5%     | 105,267            | 53,010           |              |              | 119,633            | 43,666,000      |              |
| 2001年（平成13年） | 24,666           | -0.4%  | 167,416          | 1.6%     | 108,281            | 54,540           |              |              | 116,071            | 42,336,000      |              |
| 2002年（平成14年） | 24,579           | -0.4%  | 169,378          | 1.2%     | 107,936            | 54,331           |              |              | 113,019            | 41,252,000      |              |
| 2003年（平成15年） | 26,958           | 9.7%   | 171,653          | 1.3%     | 108,450            | 54,641           |              |              | 110,882            | 40,472,000      |              |
| 2004年（平成16年） | 29,120           | 8.0%   | 173,934          | 1.3%     | 106,435            | 53,699           |              |              | 108,727            | 39,794,000      |              |
| 2005年（平成17年） | 30,921           | 6.2%   | 176,403          | 1.4%     | 105,704            | 53,133           | 11月08日     | 89,420       | 108,512            | 39,607,000      |              |
| 2006年（平成18年） | 32,263           | 4.3%   | 179,156          | 1.6%     | 105,327            | 53,262           | -            |              | 108,907            | 39,751,000      |              |
| 2007年（平成19年） | 33,637           | 4.3%   | 180,413          | 0.7%     | 104,650            | 53,077           | -            |              | 108,014            | 39,425,000      |              |
| 2008年（平成20年） | 33,255           | -1.1%  | 182,534          | 1.2%     | 103,659            | 52,572           | 11月18日     | 90,194       | 107,801            | 39,455,000      |              |
| 2009年（平成21年） | 31,066           | -6.6%  | 179,882          | -1.5%    | 102,292            | 51,590           | -            |              | 102,945            | 37,575,000      |              |
| 2010年（平成22年） | 31,726           | 2.1%   | 183,715          | 2.1%     | 105,771            | 53,144           | 11月9日      | 87,880       | 103,611            | 37,818,000      |              |
| 2011年（平成23年） | 32,093           | 1.1%   | 185,983          | 1.2%     | 106,891            | 53,707           | -            |              | 101,181            | 36,931,000      |              |
| 2012年（平成24年） | 33,414           | 4.1%   | 189,486          | 1.9%     | 109,499            | 55,017           | 11月13日     | 80,732       | 100,910            | 36,933,000      |              |
| 2013年（平成25年） | 34,490           | 3.1%   | 194,927          | 2.9%     | 113,361            | 56,963           | -            |              | 99,471             | 36,307,000      |              |
| 2014年（平成26年） | 35,173           | 2.0%   | 193,972          | -0.5%    | 117,205            | 58,888           | -            |              | 100,762            | 36,778,000      |              |
| 2015年（平成27年） | 37,066           | 5.4%   | 200,044          | 3.1%     | 121,475            | 61,045           | 11月10日     | 82,414       | 101,705            | 37,224,000      |              |
| 2016年（平成28年） | 37,630           | 1.5%   | 200,426          | 0.2%     | 123,360            | 61,993           | -            |              | 101,973            | 37,220,000      |              |
| 2017年（平成29年） | 38,748           | 3.0%   | 203,296          | 1.4%     | 125,341            | 62,988           | -            |              | 102,137            | 37,280,000      |              |
| 2018年（平成30年） | 39,227           | 1.2%   | 200,426          | -1.4%    | 128,783            | 64,718           | 11月13日     | 83,478       |                    |                 |              |

### 年度別1日平均乗車人員（1900年代—1940年代）
各年度の1日平均乗車人員は下表の通り。
| 年度                | 1日平均乗車人員 |
| ------------------- | --------------- |
| 1906年（明治39年）  | 5,285           |
| 1907年（明治40年）  | 6,244           |
| 1908年（明治41年）  | 6,179           |
| 1909年（明治42年）  | 6,731           |
| 1910年（明治43年）  | 6,412           |
| 1911年（明治44年）  | 6,466           |
| 1912年（大正 元年） | 5,181           |
| 1913年（大正02年）  | 5,125           |
| 1914年（大正03年）  | 4,835           |
| 1915年（大正04年）  | 7,098           |
| 1916年（大正05年）  | 3,756           |
| 1917年（大正06年）  | 6,808           |
| 1918年（大正07年）  | 8,130           |
| 1919年（大正08年）  | 9,430           |
| 1920年（大正09年）  | 10,302          |
| 1921年（大正10年）  | 11,621          |
| 1922年（大正11年）  | 13,044          |
| 1923年（大正12年）  | 14,629          |
| 1924年（大正13年）  | 15,867          |
| 1925年（大正14年）  | 16,136          |
| 1926年（昭和 元年） | 17,042          |
| 1927年（昭和02年）  | 16,903          |
| 1928年（昭和03年）  | 20,108          |
| 1929年（昭和04年）  | 16,990          |
| 1930年（昭和05年）  | 17,523          |
| 1931年（昭和06年）  | 17,160          |
| 1932年（昭和07年）  | 17,105          |
| 1933年（昭和08年）  | 17,932          |
| 1934年（昭和09年）  | 18,574          |
| 1935年（昭和10年）  | 19,833          |
| 1936年（昭和11年）  | 21,113          |
| 1937年（昭和12年）  | 16,784          |
| 1938年（昭和13年）  | 18,539          |
| 1939年（昭和14年）  | 27,757          |
| 1940年（昭和15年）  | 32,603          |
| 1941年（昭和16年）  | 36,760          |

## 車站周邊設施

### 烏丸口（北側）
- 京都站大廈
  - Granvia酒店京都
  - JR京都伊勢丹
  - 京都站大廈專門店街The CUBE
  - 京都劇場（日语：京都劇場）
  - 美術館「Eki（えき）」Kyoto
  - 京都拉麵小路（日语：京都ラーメン）

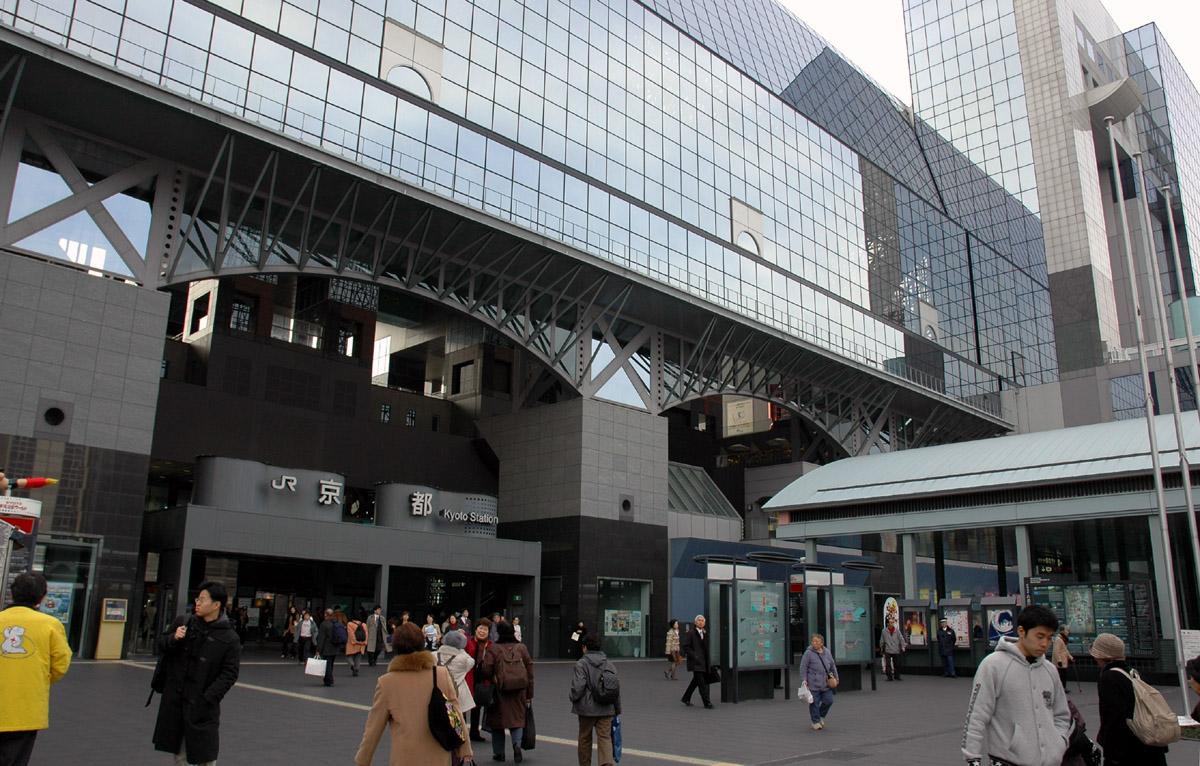
烏丸中央口

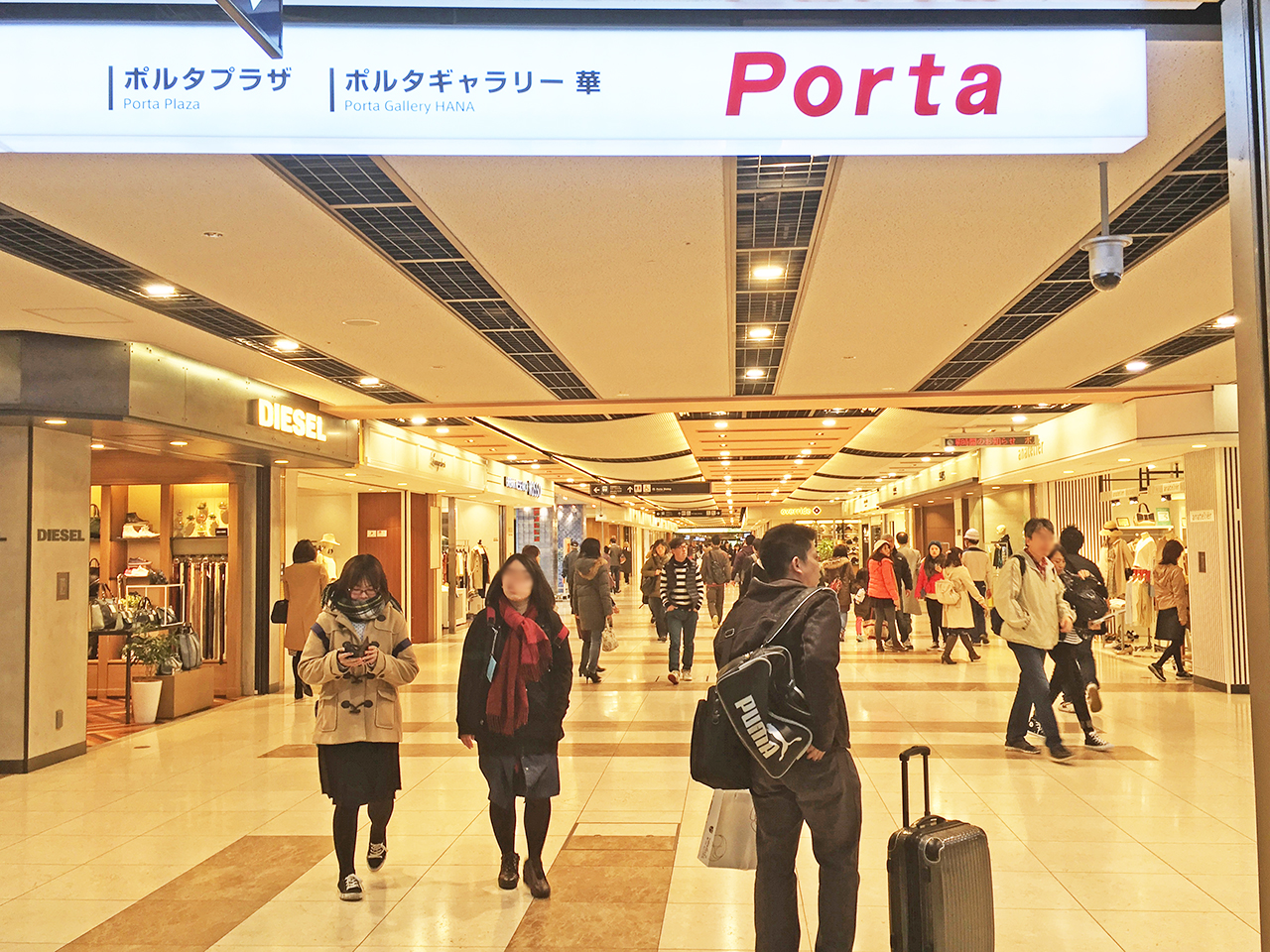
京都站前地下街Porta

- 京都站前地下街Porta（日语：京都駅前地下街ポルタ）
- 友都八喜京都店（原近鐵百貨店京都店（プラッツ近鉄））
- 京都塔
- 京都 新阪急酒店
- 京都藝大崇仁校區（京都芸大崇仁キャンパス）

- 東本願寺
- 七条警察署（日语：七条警察署）
- 京都中央郵局（日语：京都中央郵便局）
- 欧姆龙本社

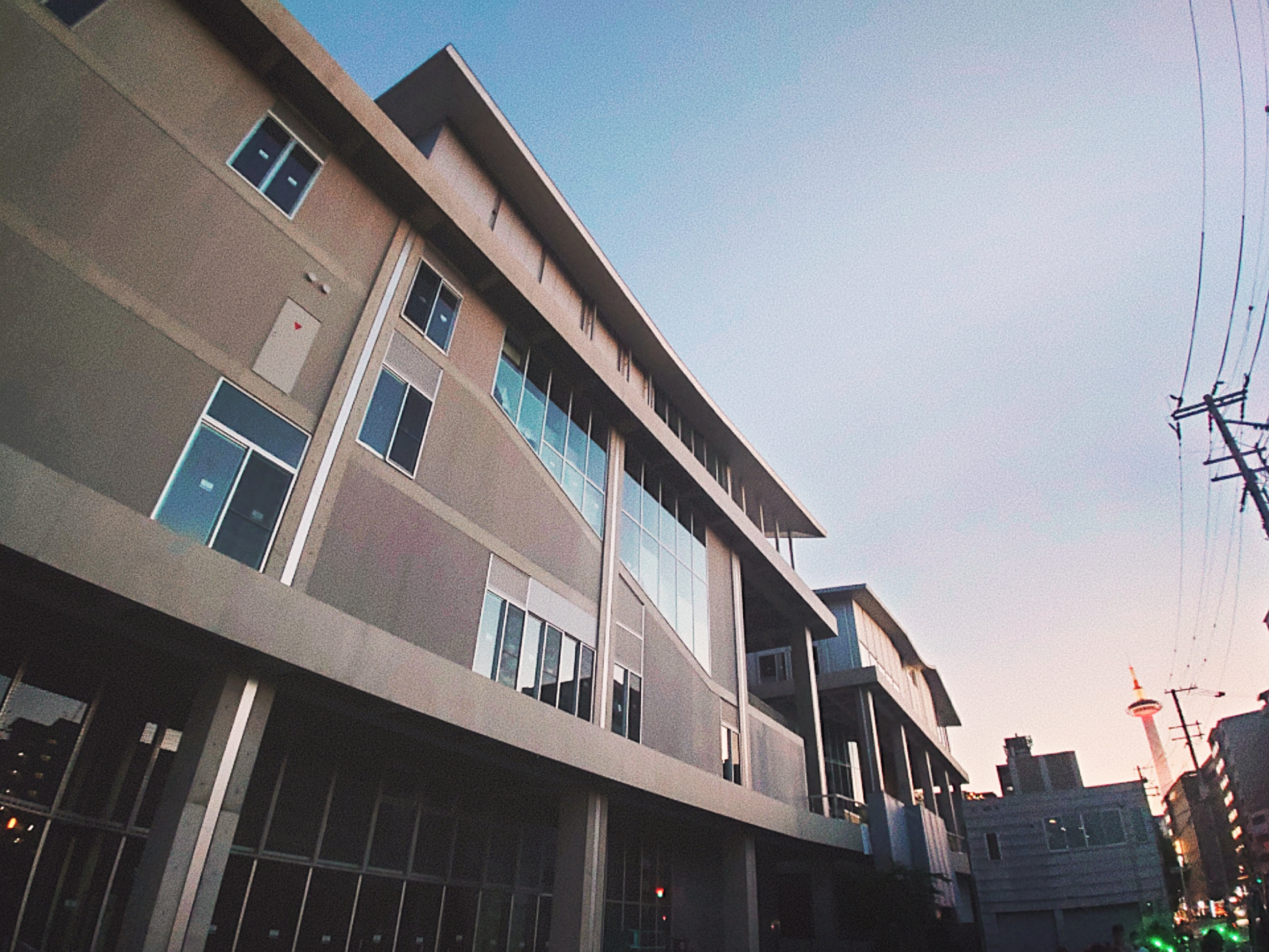
京都藝大C區教學樓（左）與京都塔（右）

- Bic Camera（ビックカメラ）JR京都站店，店內二樓設有連通道及驗票閘門可直通JR京都站的30及31號月台。
- 京都站前巴士總站

### 八条口（南側）

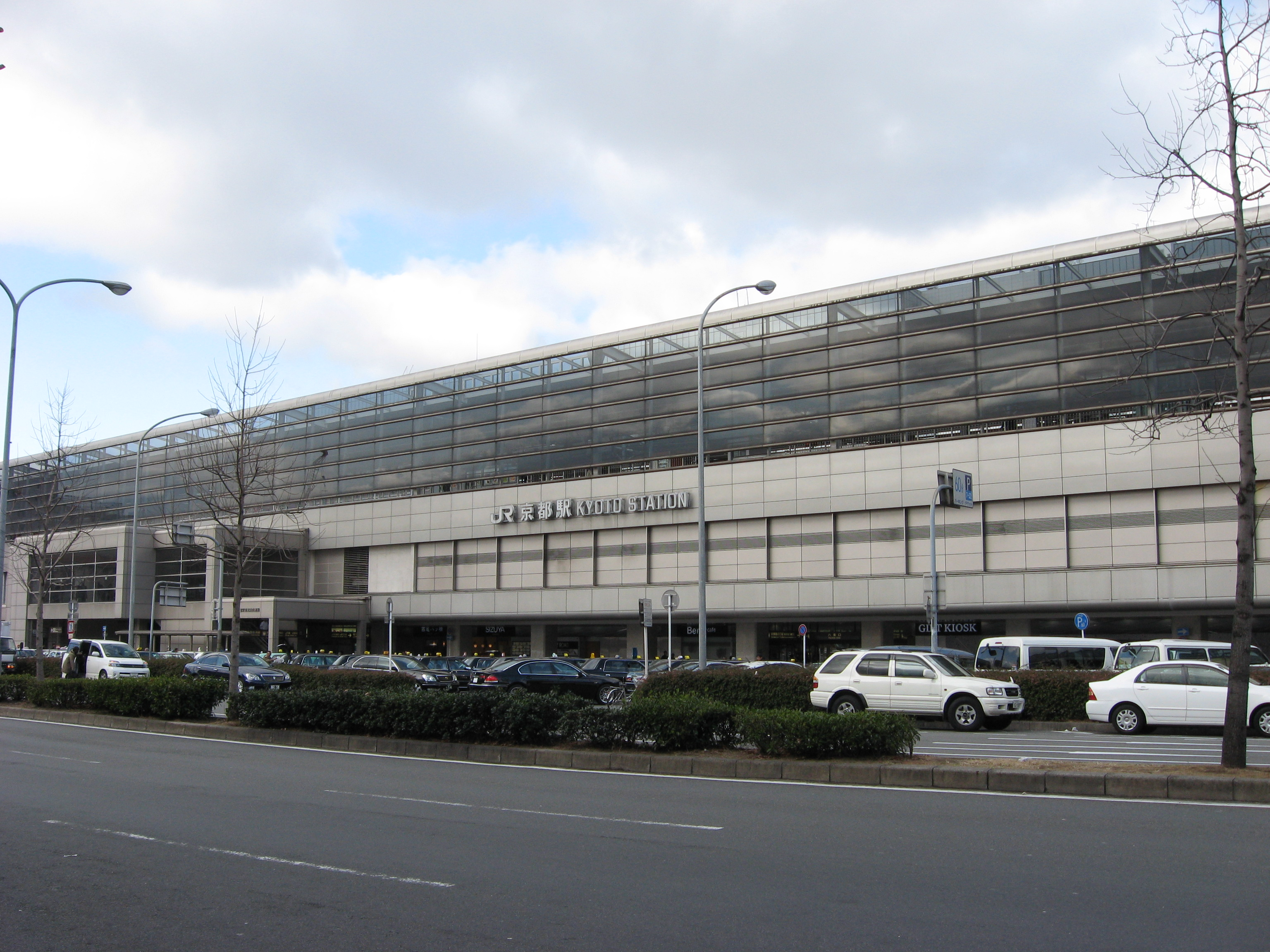
八條口

- Avanti（アヴァンティ）
  - 京阪京都酒店
- 都酒店京都八條
- 定期觀光巴士總站
- 高速巴士總站
- PHP研究所本社

## 歷史

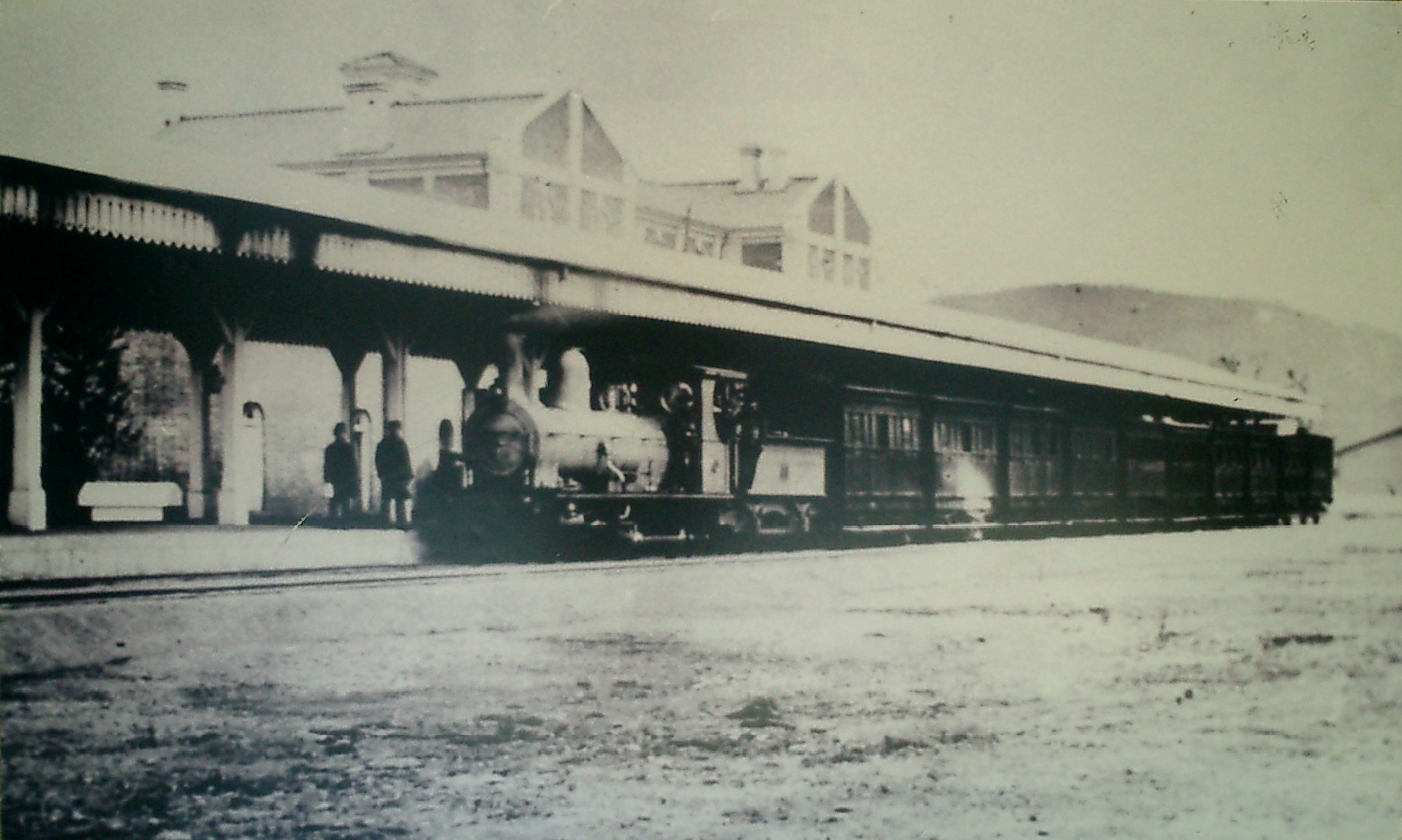
開業當時的京都站

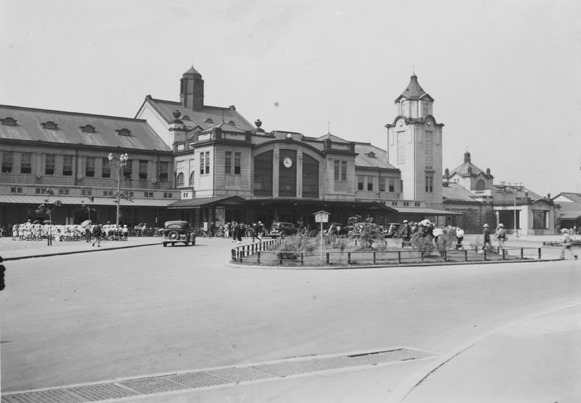
京都站第二代站房

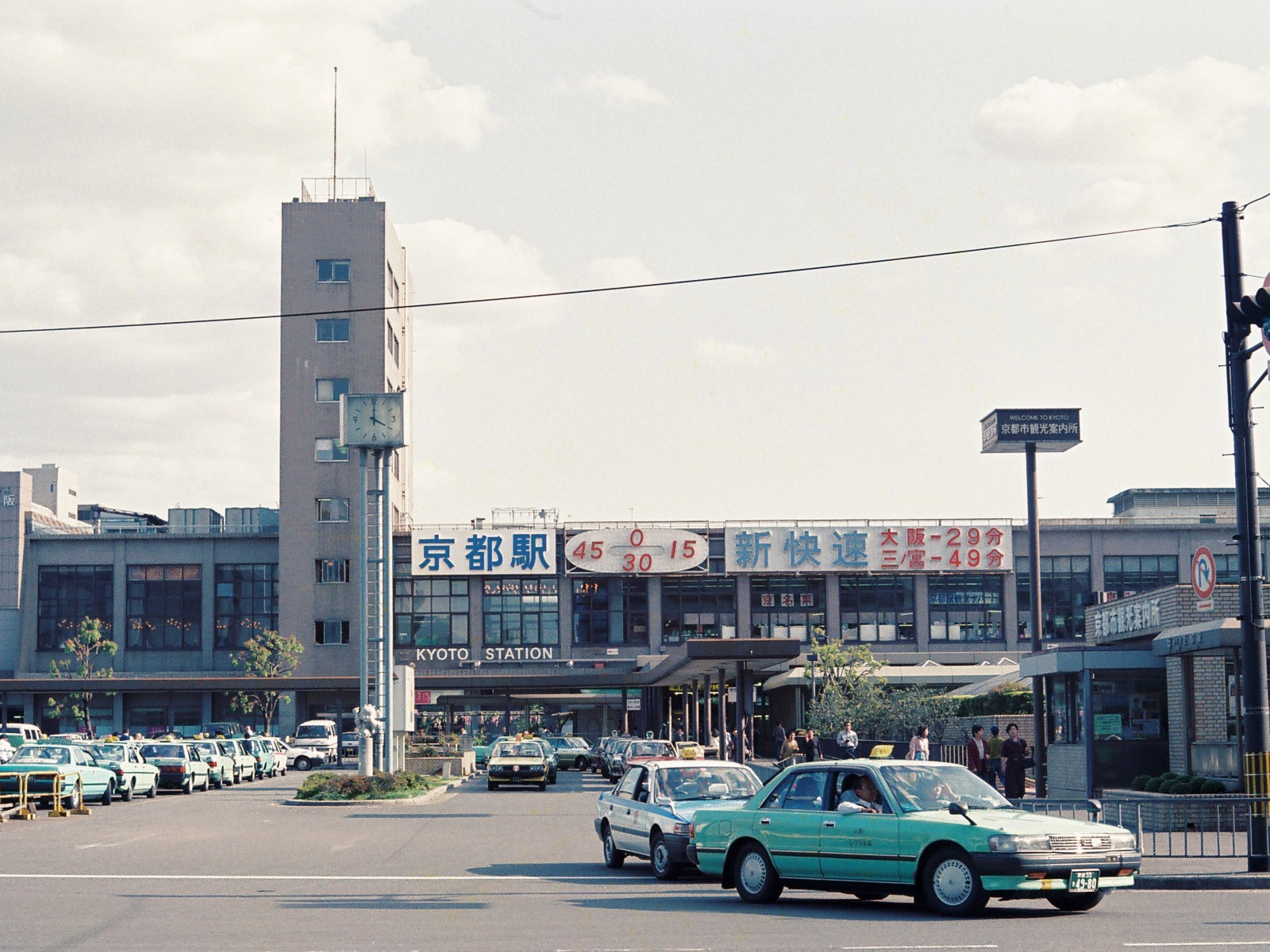
京都站第三代站房

- 1876年（明治9年）9月5日－官設鐵道大宮通臨時停車場（現在梅小路京都西站附近）－向日町間臨時開業。
- 1877年（明治10年）
  - 2月5日－明治天皇出席官設鐵道啟用儀式。
  - 2月6日－京都停車場（京都站）開業。大宮通臨時停車場被廢。
- 1895年（明治28年）
  - 2月1日－京都電氣鐵道（其後京都市電的一部分）鹽小路東洞院（京都站前付近）－伏見下油掛間開業。
  - 9月5日－奈良鐵道（現在的奈良線）京都站開業。
- 1897年（明治30年）
  - 4月1日－奈良鐵道京都站易名為七條站。
  - 11月16日－京都鐵道（現在的山陰本線）京都站開業。
- 1905年（明治38年）2月7日－奈良鐵道被關西鐵道併購。七條站由關西鐵道接手管理。
- 1907年（明治40年）
  - 8月1日－京都鐵道被國有化。
  - 10月1日－關西鐵道被國有化。
- 1912年（明治45年）6月11日－京都市電烏丸線開業。
- 1914年（大正3年）8月15日－第二代站房落成啟用。貨物裝卸與新設的梅小路站分離。
- 1928年（昭和3年）11月15日－奈良電氣鐵道（現在近鐵京都線）京都站開業。
- 1934年（昭和9年）1月8日－國鐵站區內因為新兵入伍臨時列車而發生人踩人事故，造成過百人死傷。
- 1950年（昭和25年）11月18日－國鐵站內的食堂配電室發生火警，站房被全燒毀。
- 1952年（昭和27年）5月27日－國鐵京都站第三代站房完成。
- 1964年（昭和39年）10月1日－東海道新幹線開業。
- 1978年（昭和53年）10月1日－京都市電全廢。京都站前電停被廢。
- 1981年（昭和56年）5月29日－京都市營地下鐵烏丸線（京都－北大路間）京都站開業。
- 1987年（昭和62年）4月1日－國鐵分割民營化推行，國鐵京都站與新幹線部分屬JR東海、在來線部分成為JR西日本之車站。
- 1988年（昭和63年）6月11日－京都市營地下鐵烏丸線（京都－竹田間）延伸開業。
- 1997年（平成9年）
  - 7月12日－JR京都站第四代站房——新車站大樓落成，站區部分率先啟用。
  - 9月11日－新車站大樓全面啟用。JR京都伊勢丹開業。
- 2006年（平成18年）末－京都站西大廈（暫稱）開業，Bic Camera京都店開業。

## 車站便當
| 合名会社 荻乃家 - 新撰組ゆかりの幕の内 - 平安便當 - 加茂川便當 - 笹うなぎ - 竹籠便當 - 精進便當 - 鯛めし - 京扇 | 株式会社 JR西日本フードサービスネット - 浪花の味くりげ - こてまり - 旅籠めし - 京風幕の内 - 京洛紀行 - 四季折折便當 - 浪速の味感 | 株式会社 JR東海パッセンジャーズ - 日本之味博覽 - そぼろぼろぼろ大好き便當 - 上方幕の内 温便當 - てまり寿司 - 花瓢 - 鯛めし - 竹の子ごはんと桜めし - 東山五条 - 大阪名物まむし丼 - 特選便當『京都』 - 牛若丸御前 - 弁慶御前 - 上方幕の内 - 中華餐々 - じゅうじゅう亭 - とんかつ便當 - 21世紀出陣便當 - 五目釜めし | 株式会社 戶川 - 味ごのみ - わらべ - 京三昧 |

## 相鄰車站
※東海道新幹線的列車與在來線特急、急行的停車站參見各列車條目。
西日本旅客鐵道
 JR京都線、琵琶湖線（東海道本線）、 湖西線
- 特急「雷鳥」「遙」「飛驒」「琵琶湖特快」停車站、「黑潮」「超級白兔」到發站

■新快速
山科（JR-A30/JR-B30）－京都（JR-A31/JR-B31）－高槻（JR-A38）
■快速（只限早上時間帶、琵琶湖線內為普通）
山科（JR-A30/JR-B30）－京都（JR-A31/JR-B31）－長岡京（JR-A35）
■普通（包括高槻－西明石之間的快速列車）
山科（JR-A30/JR-B30）－京都（JR-A31/JR-B31）－西大路（JR-A32）
 嵯峨野線（山陰本線）
- 特急「城崎」「橋立」「舞鶴」到發站

■快速
京都（JR-E01）－二條（JR-E04）
■普通
京都（JR-E01）－梅小路京都西站（JR-E02）
- 此站與丹波口站之間，在1876年至1877年間，大致於今京都貨物車站一帶曾設有大宮通臨時站（大宮通仮停車場）

 奈良線
■京都路快速、■快速、■區間快速、■普通
京都（JR-D01）－東福寺（JR-D02）
東海旅客鐵道
東海道新幹線
米原－（栗東信號場）－京都－（鳥飼信號場）－新大阪
近畿日本鐵道
 京都線
- □特急到發站

■急行、■準急、■普通
京都（B01）－東寺（B02）
- 至1946年為止，此站與東寺站之間曾設有八條站。

京都市營地下鐵
 烏丸線
五條（K10）－京都（K11）－九條（K12）

### 曾經存在的路線
鐵道省（國有鐵道）
奈良線（舊線）
京都－東寺臨時

## 腳註

## 外部連結
- 京都｜車站資訊：JR出門網 - 西日本旅客鐵道
- 京都 - 東海旅客鐵道
- 京都 - 近畿日本鐵道
- 京都市營地下鐵烏丸線京都站 （页面存档备份，存于） - 京都市交通局
- 京都車站大樓 （页面存档备份，存于）
- JR京都站NK大樓 （页面存档备份，存于） - JR西日本不動產開發

34°59′08″N 135°45′32″E / 34.98556°N 135.75889°E